# Tiziano
Tiziano Vecellio di Gregorio, conocido tradicionalmente en español como Tiziano o Ticiano (Pieve di Cadore, c. 1488/1490
-Venecia, 27 de agosto de 1576), fue un pintor italiano del Renacimiento, uno de los mayores exponentes de la escuela veneciana. 
Reconocido por sus contemporáneos como «el sol entre las estrellas», en homenaje a la línea final del Paraíso de La Divina Comedia de Dante Alighieri, Tiziano es uno de los más versátiles pintores italianos, igualmente capacitado para ejecutar retratos, paisajes (dos de los temas que le lanzaron a la fama), escenas mitológicas o cuadros de temática religiosa. Tuvo una larga y dilatada carrera, y su obra atravesó muchas y diferentes etapas, en las que su estilo cambió tan drásticamente que algunos críticos tienen problemas para creer que los cuadros de su primera etapa y los de las posteriores hayan salido de la misma mano. 
En cualquier caso, el conjunto de su obra se caracteriza por el uso del color, vívido y luminoso, con una pincelada suelta y una delicadeza en las modulaciones cromáticas sin precedentes en la Historia del Arte occidental.

## Biografía

### Primeros años (hasta 1516)

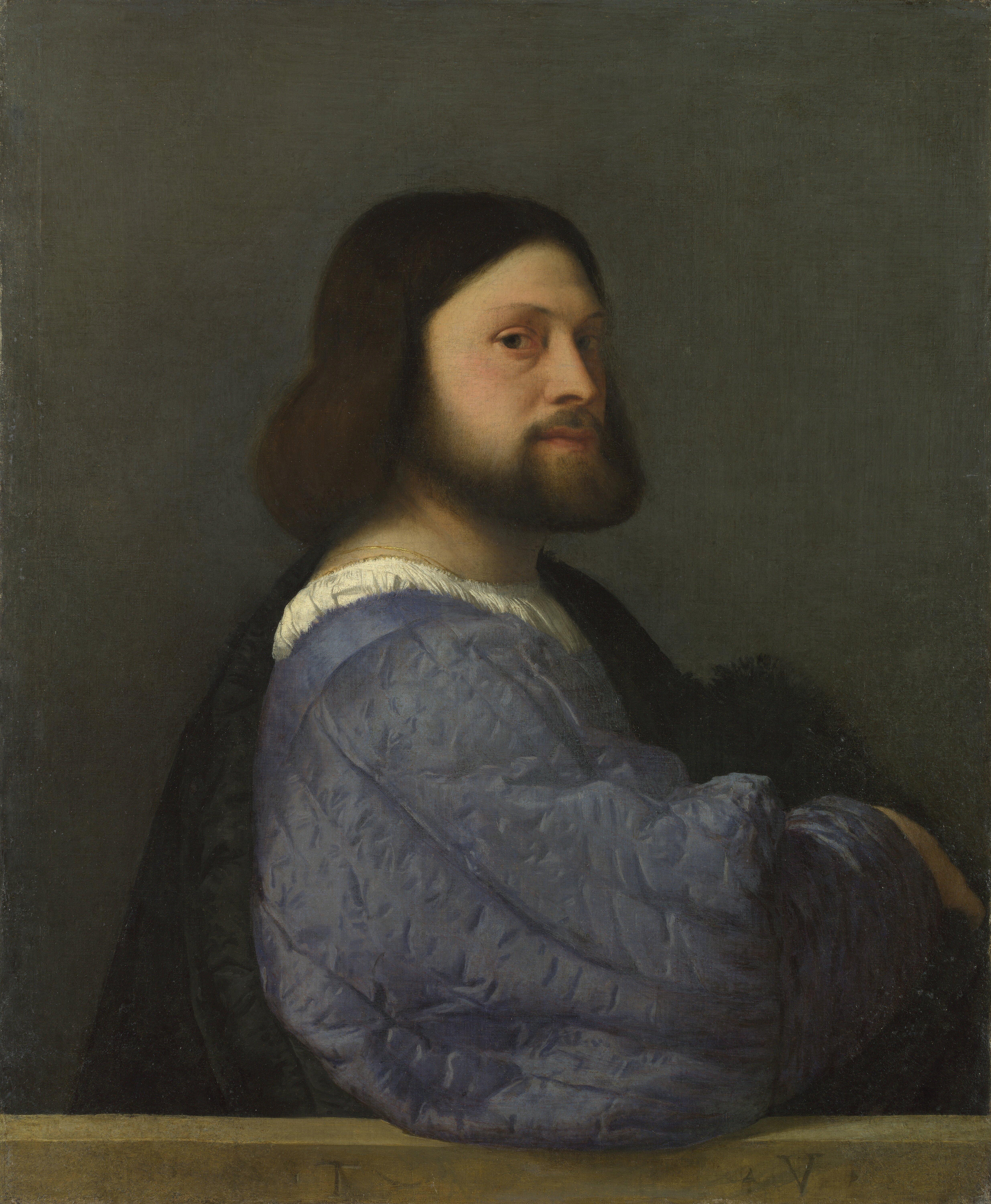
Retrato de hombre (Girolamo (?) Barbarigo) (h. 1510). Tradicionalmente creído retrato de Ariosto, el modelo, que parece girarse para mirar fijamente al observador con gesto desdeñoso y seguro de sí mismo, fue usado por Rembrandt, que pudo conocer el lienzo cuando se encontraba en Ámsterdam en la colección del morisco Alfonso López, como pauta de sus autorretratos (National Gallery de Londres).

Si el lugar de nacimiento de Tiziano se conoce con certeza, la fecha es una incógnita. Existen tres hipótesis basadas en los documentos de la época. Según su partida de defunción, que se guarda en la iglesia veneciana de San Canciano, el artista murió a la «edad de ciento tres años», por lo que el nacimiento se fecharía en 1473. Por otro lado, en la correspondencia de Tiziano a Felipe II de 1571, el pintor se presenta como «este servidor suyo de noventa y cinco años de edad», deduciremos por tanto que nació en 1476. Sus contemporáneos Ludovico Dolce y Giorgio Vasari estiman que la fecha estaría comprendida entre 1488 y 1490. Ante estas diferencias, la crítica internacional se encuentra dividida. Los historiadores Harold Wethey y Sydney Freedberg creen más fiable el nacimiento entre 1488 y 1490. El Centro de Estudios de Tiziano y otros autores determinan que debió de producirse entre 1480 y 1485, desechando otras fechas por la precocidad demasiado sospechosa a juicio de algunas obras iniciales. Esta última opinión es la que está más consolidada. Puede que la razón de la fecha errónea en la carta al rey español se debiera a que el artista pretendía presentarse como un venerable anciano para recabar la compasión del monarca.
Tiziano procedía de una familia con elevado estatus en Cadore: era el cuarto hijo de Gregorio Vecelli, un distinguido concejal y militar, y de su esposa Lucia. 
No existían antecedentes familiares en el campo del arte. Sin embargo, a la edad de 10 años, Tiziano y su hermano mayor, Francesco, acudieron a Venecia para ingresar como aprendices en el taller de Sebastiano Zuccato, un famoso mosaiquista. Debido a su incipiente talento, en el transcurso de tres o cuatro años, entró en el estudio del venerable pintor Giovanni Bellini, que en ese momento era el artista más reconocido de la ciudad. Allí se encontró con un grupo de jóvenes que conformarían la primera generación de pintores de la Escuela veneciana: Giovanni Palma da Serinalta, Lorenzo Lotto, Sebastiano Luciani, y Giorgio da Castelfranco, conocido como Giorgione. Su hermano Francesco también gozó de cierta relevancia en Venecia como pintor. 
El fresco sobre Hércules en el palacio Morosini se considera como una de sus primeras creaciones. Otras obras tempranas son la Virgen con el Niño del palacio de Belvedere en Viena y la Visitación de María a Isabel (del convento de San Andrés), expuesta hoy en la Galería de la Academia de Venecia. Tiziano y Giorgione, en esta época, estuvieron asociados, de ahí la dificultad de distinguir sus primeras obras. La primera obra conocida de Tiziano, el pequeño Ecce Homo de la Escuela de San Roque, fue durante mucho tiempo atribuido a Giorgione. La misma confusión de identificación se produce con más de algunas de sus Sacra conversazione. Estos dos maestros fueron los líderes de la nueva escuela de "arte moderna" de pintura, que adquirió modos de ejecución más flexibles, libres de la simetría y el hieratismo que aún podemos observar en la obra de Giovanni Bellini.
De 1507 a 1508, se le encargó a Giorgione la remodelación de la Fondaco dei Tedeschi, lonja de los poderosos comerciantes alemanes en la ciudad adriática. Tiziano y Morto da Feltre colaboraron con él en la realización de los frescos, conservándose aún algunos de los fragmentos de Tiziano. Esta obra se conoce con exactitud debido a los grabados de Domenico Fontana, ya que no se preservan íntegramente los frescos. 

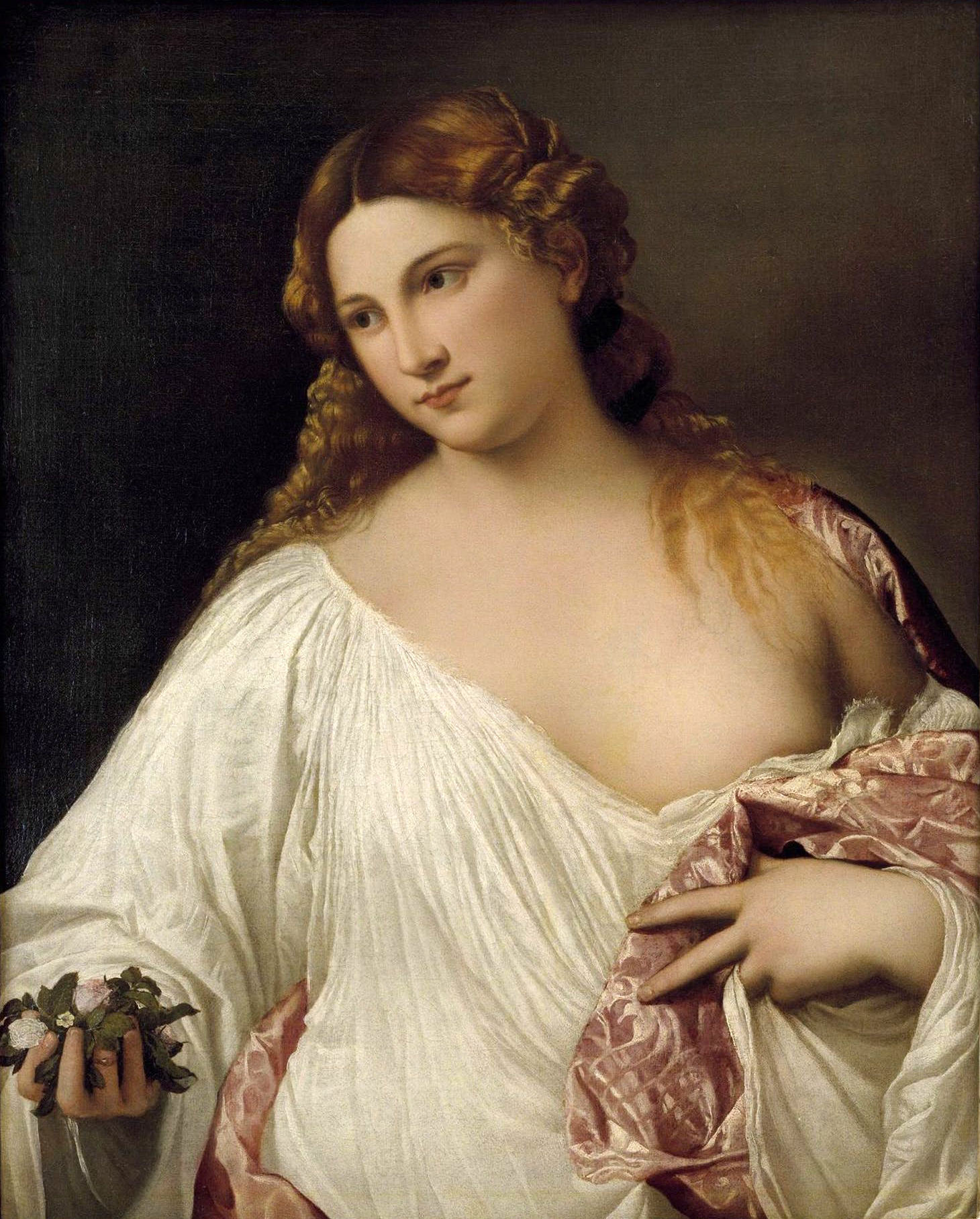
Flora (1515), sirve como representación del ideal de belleza renacentista (Galería Uffizi).

Cuando en 1510 la epidemia de peste se extendió por Venecia y acabó con la vida de su compañero Giorgione, Tiziano marchó a Padua, donde demostró su talento para la técnica del fresco en sus trabajos en esta ciudad en 1511, tanto en la iglesia de los carmelitas como en la Escuela de San Antonio. Algunos de estos trabajos aún se conservan. Destacan  El abrazo en la puerta dorada y tres escenas de la vida de San Antonio de Padua: El milagro del recién nacido, El milagro del marido celoso y El milagro del hijo irascible. 
En 1512, Tiziano volvió de Padua a Venecia, donde comenzó a establecer una red de relaciones que lo llevaría a la cúspide del grupo veneciano de artistas. Pronto obtuvo trabajo de la Fondaco dei Tedeschi, consiguió de esta La Sanseria o Senseria (un privilegio muy codiciado por los artistas emergentes), y llegó a ser superintendente de las obras gubernamentales, cargo de pintor oficial de la República de Venecia, que le reportaría suficiente remuneración y otros privilegios añadidos. Tiziano lo ostentaría ininterrumpidamente durante sesenta años, hasta su muerte. Fue especialmente emotivo el encargo de completar la decoración, inacabada por Bellini, de la Sala del Gran Consejo del Palacio Ducal (destruida por un incendio en 1577) en la que representaría la batalla de Spoleto. Abrió su propio taller, cerca del Gran Canal en San Samuele, en una ubicación desconocida actualmente. En 1513, el cardenal Pietro Bembo le trasladó la invitación del papa León X para instalarse en Roma y, aunque la oferta era tentadora prefirió quedarse en Venecia, donde la competencia artística era menos intensa que en la sede papal. No fue, sin embargo, hasta la muerte en 1516 de su maestro, Giovanni Bellini, cuando su prestigio empezó a crecer. En esta época, recibió un encargo muy exclusivo que le reportaría una notable anualidad de veinte coronas y la exención de ciertas tasas. Se trataba de una serie de retratos de los sucesivos duxes de Venecia, siendo remunerado cada uno con ocho coronas. Tiziano realizó sólo cinco de esta serie.

### Madurez (1516-1530)

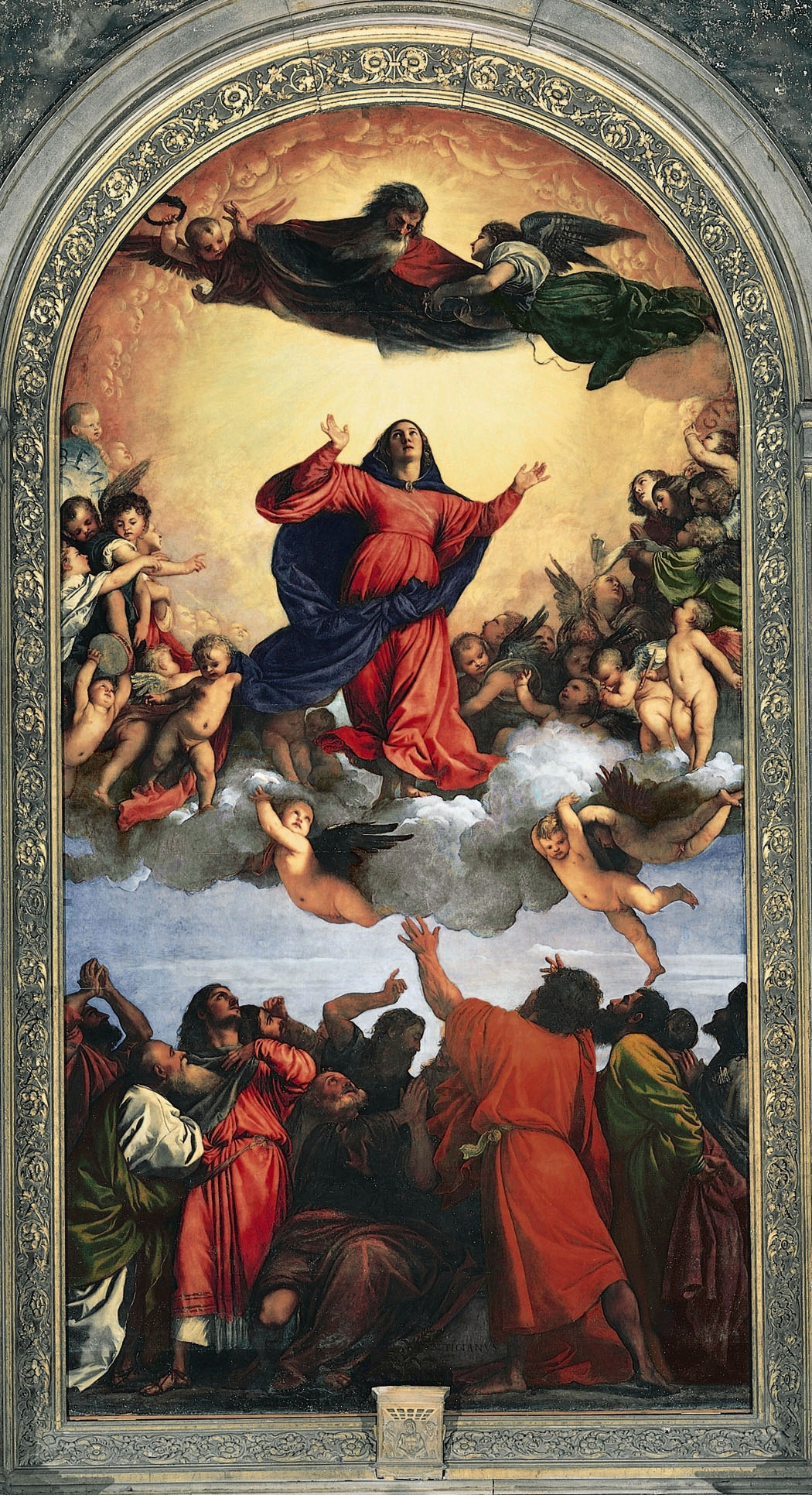
Le llevó a Tiziano dos años (1516-18) completar la Asunción de la Virgen de Santa María dei Frari, cuya dinámica composición triangular y viveza de colores lo convirtió en el más clásico de los pintores fuera de Roma.

Durante su dilatada carrera, se convirtió en el más influyente de los pintores de la Escuela veneciana, y en el más laureado de la República Serenísima en toda su historia. Las muertes de Giorgione (1510) y Bellini (1516), y los traslados de Sebastiano del Piombo a Roma (1511) y de Lorenzo Lotto a Bérgamo (1513), dejaron a Tiziano sin rivales en la ciudad. 
Durante el periodo 1516-1530, que se puede calificar como de expansión, el artista se liberó de los cánones herméticos aprendidos durante su juventud y abarcó un mayor número de temas. Sin embargo, sus retratos fueron un elemento clave para introducirle en las cortes más prestigiosas y conocer a los hombres más poderosos de su tiempo. Algunos de ellos, como los señores de Mantua, Ferrara o Urbino, pequeños estados italianos amenazados por la expansión de las potencias internacionales, encontraron en los retratos de Tiziano una ocasión para demostrar una imagen de poder y de gloria, que quizá no se correspondía con la realidad. Ya en 1518, el pintor entró en contacto con Alfonso I de Este, duque de Ferrara. La serie de retratos de la corte estense, hoy esparcidos por medio mundo, constituyen una reveladora galería de personajes, sentimientos y situaciones.
En 1518 completó, para el altar mayor de la Basílica de Santa María Gloriosa dei Frari en Venecia, la Asunción de la Virgen, que aún permanece allí. Esta extraordinaria pieza del colorismo, realizada en una gran escala cromática raramente usada en Italia anteriormente, causó sensación en su época. 
La estructura pictórica de la Asunción de la Virgen, que unificaba en la misma composición dos o tres escenas superpuestas en diferentes niveles, cielo y tierra, lo infinito y lo temporal, fue continuada en otras obras. Esta serie de lienzos con la misma estructura formal comprende el Retablo de San Domenico en Ancona (1520), el Retablo de Brescia (1522), y el Retablo de San Niccolo (1523), en la Ciudad del Vaticano, cada uno de los cuales representa una mayor y más perfecta concepción distributiva. Llegó, finalmente, a crear una fórmula clásica, cuyo mejor exponente es el Retablo o Pala de Pesaro (1526), en la misma Iglesia dei Frari. Esta es, quizá, su obra más estudiada del período, en la cual desarrolló pacientemente un plan de trabajo basado en una libre visualización, originalidad y estilo. Tiziano le concedió un uso nuevo a las figuras, estando los "donantes" y la comitiva de santos situados en el espacio aéreo de la escena, mientras que el conjunto quedaba enmarcado por elementos arquitectónicos. El retablo de Pesaro debe su nombre a Jacopo Pesaro, obispo de Pafos, quien se lo encargó para conmemorar la victoria naval sobre los turcos en la batalla de Santa Maura.
Tiziano estaba en la cumbre de su fama: hacia 1521, tras la realización de un San Sebastián para la Nunciatura papal en Brescia —trabajo del que existen innumerables réplicas— los encargos se acumulaban en su taller. 
A este período pertenece otra obra extraordinaria, El martirio de San Pedro de Verona (1530), alojado en la iglesia dominica de San Zanipolo y destruido por un proyectil austríaco en 1867. Esta obra protobarroca solo es conocida por copias, como la de la École des Beaux-Arts de París. La escena representa una curiosa asociación entre un plácido paisaje y un brutal y dinámico asesinato, descrito por el lamento que asciende por los robles. El cuadro describe al santo dominico escapando de la emboscada, y sobre esto, las escalofriantes ramas negras de la vegetación — «[...] esto es todo, pero quizá nunca ha existido una tragedia tan dinámica, asombrosa y patética como ésta, incluso ni pintada por Tintoretto o Delacroix».

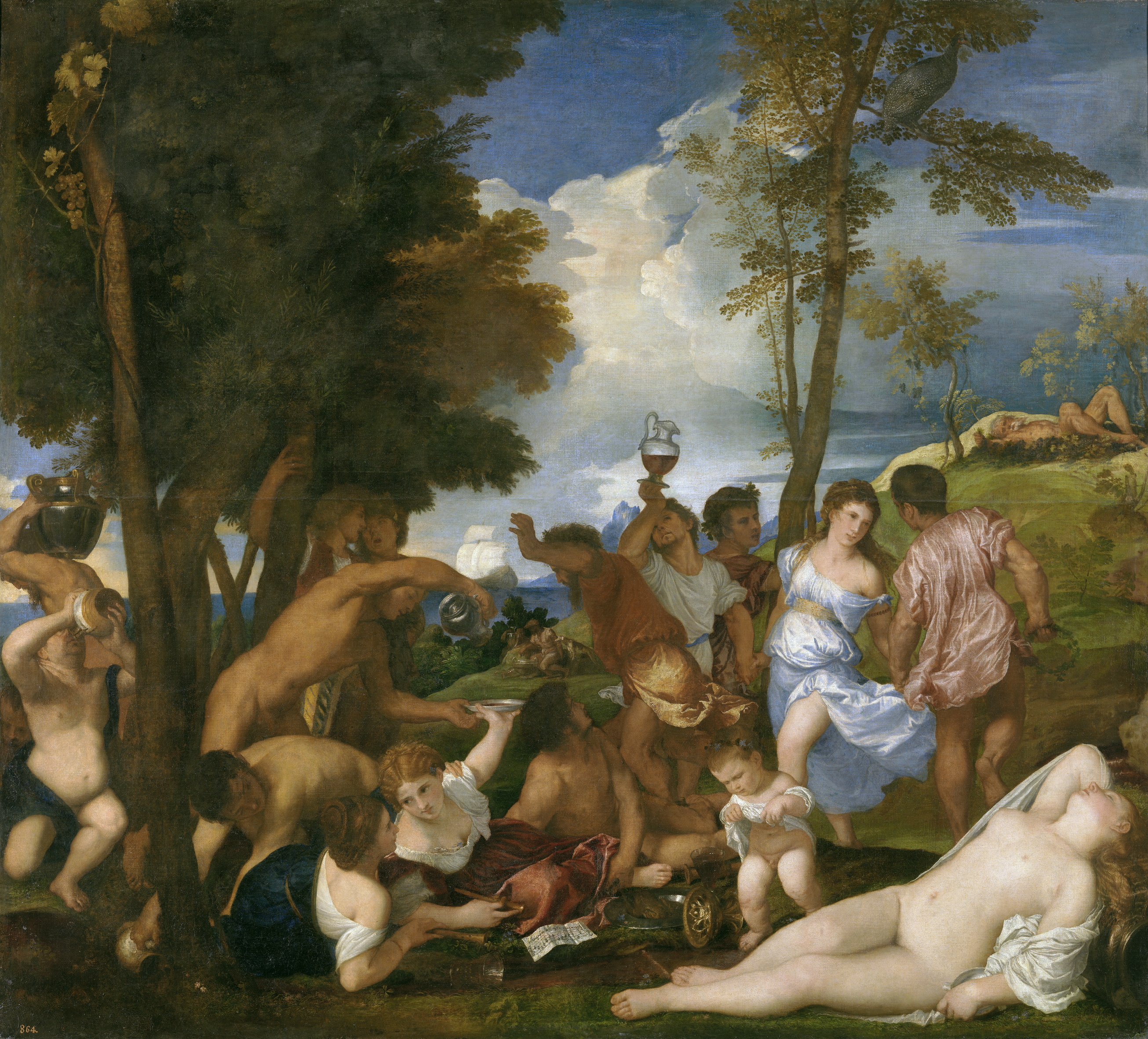
La Bacanal (1518-19): Formó parte de la trilogía de las Bacanales encargada por Alfonso I de Este para su castillo de Ferrara. En el pentagrama que aparece junto a las muchachas se puede leer escrito en francés antiguo: «Quien bebe y no vuelve a beber, no sabe lo que es beber» (Museo del Prado).

El artista continuó simultáneamente con su serie de pequeñas Madonnas, que insertaba en escenas paisajísticas a la manera de la pintura de género poético-pastoral, muy de moda en aquella época. La Virgen con el Niño, San Juanito y Santa Catalina, conocida como la Virgen del Conejo, en el Museo del Louvre es el prototipo de este clase de lienzos. Otro ejemplo de pintura religiosa de este período es el Entierro de Cristo, también en el Louvre. Esta también fue la época de su mejor pintura mitológica, tales como La Bacanal del Museo del Prado o Baco y Ariadna de la National Gallery de Londres, «[...] quizá las más brillantes producciones de cultura neo-pagana o de "Alejandrismo" del Renacimiento, muchas veces imitadas pero nunca superadas, incluso ni por el propio Rubens». Finalmente, habrá que destacar los retratos de medio cuerpo y bustos femeninos como el inicial Flora de los Uffizi o la Mujer mirándose al espejo del Louvre (en la que se ha intentado reconocer, sin ningún rigor histórico, a Laura de Dianti o a la esposa de Tiziano).
Tras varios años de convivencia con una dama llamada Cecilia Soldano, en el transcurso de los cuales ya había tenido dos hijos, Pomponio y Horacio (hijo supuestamente favorito del pintor), en 1525, decidieron contraer matrimonio debido a la mala salud de ella y para legitimar a estos hijos. Cecilia no llegó a sobrevivir más de cinco años desde esta unión, durante los cuales trajo al mundo a dos hijas (algunas fuentes indican que tres). Una de ellas, Lavinia, sería inmortalizada en varios cuadros. Hacia 1526 entró en contacto con el escritor Pietro Aretino, con el que le unió una estrecha relación, cuya influencia se vio aumentada en años sucesivos, según atestiguan las crónicas de la época. Tiziano incluso envió un retrato de Aretino a Federico II Gonzaga, duque de Mantua. La relación de Tiziano con la corte de Mantua se inició gracias a la recomendación de Alfonso I de Este a su hermana Isabel, a quien Tiziano retrató posteriormente. (véase: Renacimiento mantuano).
El pintor quedó sumido en una gran aflicción en agosto de 1530, a la muerte de su esposa, cuya salud se había debilitado aún más por el nacimiento de Lavinia. Por aquel entonces, junto a su familia, Tiziano se mudó de casa y trajo desde su pueblo natal hasta Venecia a su hermana Orsa, para que se ocupara de su hogar. La casa, difícil de reconocer hoy, estaría situada cerca del Arsenal Grande, entonces un suburbio de moda en el extremo de la ciudad con vistas a la isla de Murano.

### Consolidación (1530-1550)

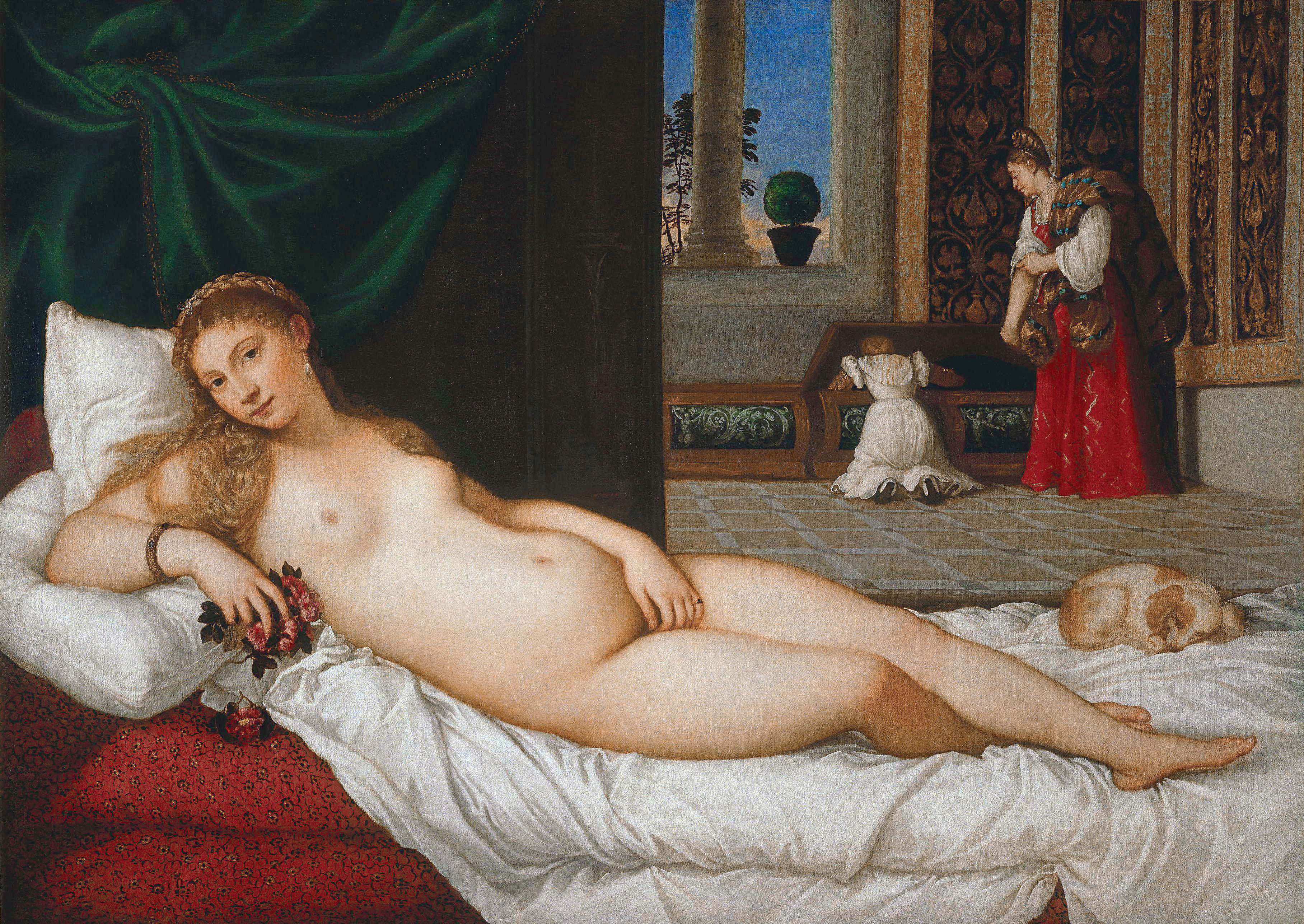
Venus de Urbino (1538), inspirada en la Venus dormida de Giorgione, que a diferencia de esta, la de Tiziano está recostada, no en la naturaleza, sino en un elegante interior. Desde 1963, se mantiene la hipótesis de que podría ser un retrato de la duquesa Eleonora Gonzaga. (Galería Uffizi).

Durante este periodo (1530-1550), tal y como se podría suponer a la vista del Martirio de San Pedro de Verona, Tiziano se dedicó a cultivar un estilo cada vez más dramático. En este momento, pintó La batalla de Cadore, una escena histórica, la más característica de las obras ticianescas perdidas o mutiladas. El artista se esforzó por plasmar magistralmente el movimiento del tumulto, en su representación más violenta del heroísmo. Rivaliza el lienzo con otras pinturas bélicas como La batalla de Anghiari de Leonardo da Vinci o La batalla de Puente Milvio de Giulio Romano. La batalla de Cadore se destruyó en 1577 en el incendio del Palacio Ducal, junto con la mayoría de las pinturas antiguas que lo decoraban. Solo existen una mala e incompleta copia en la Galería Uffizi y un mediocre grabado de Giulio Fontana. De igual manera, la Alocución del Marqués del Vasto (Museo del Prado, 1541) también fue parcialmente afectada por el incendio del Alcázar madrileño en 1734. 
La pintura religiosa más representativa de este periodo es la Presentación de María en el Templo (Galería de la Academia, 1534-39), uno de sus lienzos más populares o el Ecce Homo (Kunsthistorisches Museum de Viena, 1541), de singular patetismo y realismo proto-barroco. La Escuela de Bolonia y Rubens tomaron prestado, en muchas ocasiones, del espíritu de esta obra, la magistral puesta en escena. El notable efecto conmovedor de los caballos, soldados, sacerdotes y multitud en general a los pies de la escalera, alumbrados todos por antorchas y con las ondas de las banderolas en el cielo, ha sido utilizado con frecuencia en época posterior. 
Menos éxito tuvieron los frescos de la cúpula de Santa Maria della Salute (Muerte de Abel, Sacrificio de Abraham y David y Goliat). Estas tres escenas violentas del Antiguo Testamento fueron pintadas con extremo realismo, el cual se acentuaba debido a su visión en perspectiva del observador (como en las escenas de la Capilla Sixtina). Los frescos, que se consideraron poco apropiados en su momento, fueron, sin embargo, muy admirados e imitados con posterioridad. Rubens, entre otros, aplicó el mismo sistema en los cuarenta paneles del techo (de los que sólo quedan los bocetos) de la iglesia jesuita de Amberes.
Las buenas relaciones que mantuvo con la corte de Mantua le van a proporcionar contactos que supondrían su consagración como retratista. En 1530, pudo pintar a Carlos I de España, que se había desplazado a Bolonia con motivo de su coronación imperial como Carlos V. El emperador le pagó sólo un ducado por el retrato, al que añadió ciento cincuenta más de su bolsa el propio duque Federico II Gonzaga, quien poco después le concedería el beneficio de Médole a su hijo Pomponio, que se había decidido por la carrera eclesiástica. Su amigo, el tratadista Sebastiano Serlio, le puso en contacto con una nueva corte: Urbino, cuyo duque, Francesco Maria della Rovere, le encargó un retrato vestido con la rica armadura de condottiero. La maestría de Tiziano para el retrato le otorgó una amplia fama durante toda su vida. Pintó fielmente a príncipes, duques, cardenales, monjes, artistas y escritores. "[...] ningún otro pintor tuvo tanto talento para extraer de cada fisonomía rasgos a la vez característicos y bellos". El reflejo de la psicología de los retratados, la claridad de los rasgos y la instantaneidad de las figuras elevan a Tiziano a la altura de los mejores retratistas de la Historia, como Rembrandt o Velázquez. 
También realizó para Guidobaldo della Rovere, el hijo del duque, la famosa Venus de Urbino (Galería Uffizi), en 1538. El tema de la diosa Venus es recurrente en el maestro véneto y tras realizar esta obra, debido a su viaje a Roma, aumentó su interés por la diosa romana: Venus y Adonis (Museo del Prado), Venus recreándose en la música (dos versiones, en Madrid y en Berlín), Venus del espejo (Galería Nacional de Arte de Washington). 

Carlos V a caballo en Mühlberg (1548), es el retrato iconográfico por excelencia. Representa al emperador como príncipe cristiano, vencedor del protestantismo y como símbolo de la hegemonía de los Austria sobre Europa (Museo del Prado).

Pintó por segunda vez al emperador Carlos en 1533 en Bolonia, recibiendo esta vez un pago auténticamente regio e iniciando una de las relaciones más sólidas entre un artista y un comitente, que duraría más de un cuarto de siglo. El rey nombró a Tiziano "pintor primero" de la corona de España, "conde del Palacio Lateranense, del Consejo Áulico y del Consistorio", al tiempo que fue designado caballero de la Espuela de Oro, con espada, cadena y espuela de oro. Sus hijos, asimismo, fueron elevados a la dignidad de Nobles del Imperio. En 1548 se requirió su presencia en la Dieta Imperial celebrada en Augsburgo, donde pintó el innovador retrato ecuestre del emperador en la batalla de Mühlberg, todo un símbolo del poder imperial. Su estancia en la ciudad alemana le brindó la oportunidad de conocer a la nobleza local, al duque de Alba, al ilustre prisionero Juan Federico I de Sajonia y a la reina María de Hungría. Esta le encargó la serie de los cuatro "condenados" o las "furias" para la decoración de su estudio, que consta de Los suplicios de Prometeo y Tántalo, perdidos ambos, y los de Sísifo y Ticio, conservados en el Prado.
Fue este el momento de mayor prestigio social y prosperidad económica. En 1540 recibió una pensión anual de 200 coronas de Alfonso de Ávalos, marqués del Vasto y gobernador del Milanesado, que posteriormente sería doblada por el emperador a cargo del tesoro de Milán. Otra fuente de ingresos fue el contrato obtenido en 1542 para abastecer de grano a Cadore, sitio que visitó casi cada año y donde tenía mucha influencia por ser su pueblo natal.
Tiziano tenía una villa favorita en la vecina colina de Manza (cerca de Castello Roganzuolo), desde la cual (debe deducirse por su similitud) el maestro debió realizar sus comentarios sobre paisajismo, sus formas y efectos. La presunta casa de Tiziano, constantemente discernible en sus estudios, está en Collontala, cerca de Belluno.
Desde octubre de 1545 hasta 1548, en que fue llamado a Aubsburgo, Tiziano se instaló en Roma bajo el mecenazgo del papa Paulo III, a quien retrató en varias ocasiones. Precisamente para su familia, los Farnesio, realizó varias obras: Magdalena penitente, Ecce homo y la primera versión de Dánae, que se conserva en el Museo de Capodimonte. La ciudad de Roma le concedió en 1546 la ciudadanía, prestigioso reconocimiento en el que su inmediato predecesor había sido Miguel Ángel. Tras su regreso de Alemania, realizó una breve parada en Florencia, donde el estilo de Tiziano fue rechazado por el duque Cosme I de Médici, que prefería el dibujo de Bronzino y el academicismo de Vasari. En 1550, volvió a ser llamado por el emperador para pintar un retrato del príncipe Felipe, que fue enviado como presente a Inglaterra para pedir la mano de la reina María I.

### Años finales (1550-1576)

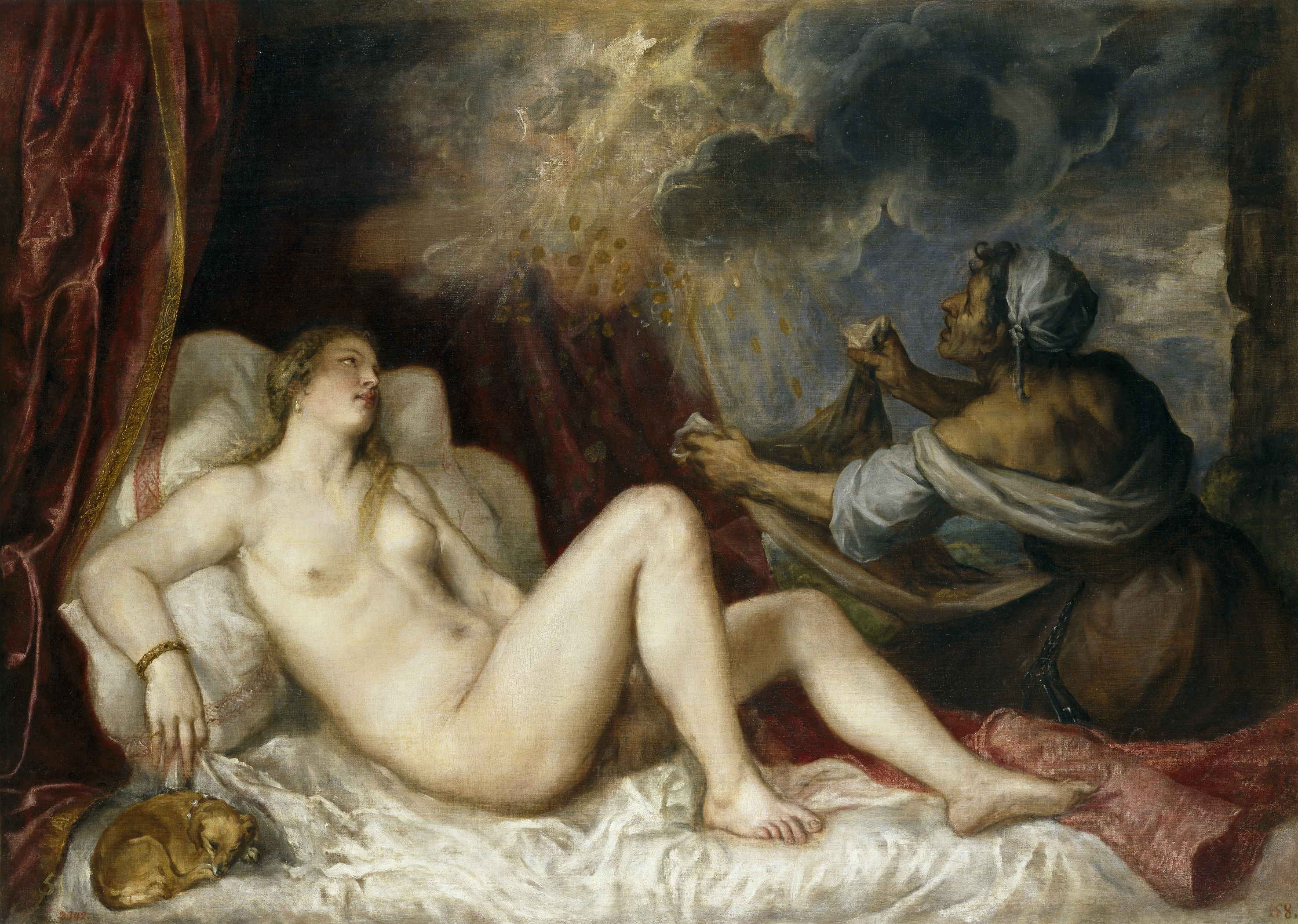
El cambio de estilo en la técnica pictórica se aprecia en Dánae recibiendo la lluvia de oro (1553), una de sus mejores pinturas mitológicas (o "poesías" como el pintor las llamaba) encargada por Felipe II. Aunque Miguel Ángel le adjudicaba deficiencias desde el punto de vista del dibujo, el estudio de Tiziano reprodujo esta misma escena para diferentes encargos (Museo del Prado).

Durante sus últimos veinticinco años (1550-1576), el artista quedó absorbido cada vez más por su faceta de retratista y se volvió más autocrítico, con un insaciable perfeccionismo que le impidió terminar muchas obras. 
Algunas de ellas quedaron en su estudio durante al menos diez años, durante los cuales no se cansaba de retocarlas, añadiéndoles constantemente nuevas expresiones más refinadas, concisas o sutiles. Para cada obstáculo que encontraba en la ejecución de sus lienzos, Tiziano ideaba una nueva y mejorada fórmula. Nunca alcanzó cotas tan altas en emoción y tragedia como en La coronación de espinas (Museo del Louvre), en la expresión del misterio y la divinidad de Los peregrinos de Emaús o del heroísmo y la soberbia de El Dux Grimani adorando a la Fe (Palacio Ducal de Venecia) o de la Gloria (Museo del Prado).
Por otro lado, sus pinturas más conmovedoras fueron realizadas en esta etapa de senectud: las Dánaes de Nápoles y de Madrid, la Antíope del Louvre, el Rapto de Europa (en Boston, colección Gardner), etc. Incluso trató problemas de claroscuro en los efectos nocturnos de sus escenas, como El martirio de san Lorenzo (iglesia de los jesuitas de Venecia) o San Jerónimo (Louvre). Siempre mantuvo un dominio característico del realismo, como se pueden comprobar en los magníficos retratos de esta época, como los de Felipe II, los de su hija Lavinia o varios autorretratos.
La relación de Tiziano con Felipe II fue igual de fructífera e intensa que con su padre. A partir de 1552, en que comunicó al entonces príncipe Felipe el envío de un Paisaje y la Santa Margarita con el dragón comenzó una correspondencia que mantendrían ininterrumpidamente y que se intensificaría con el transcurso de los años. El tema principal de esta correspondencia fue por parte del mecenas real la reclamación de las obras en curso de ejecución y por parte del artista la solicitud de los pagos atrasados. Sin embargo, los pedidos eran abundantes y, aunque Tiziano no pisó la corte de Madrid para retratar al rey, sí le remitió un gran número de obras. Algunas fueron de tipo religioso como el Entierro de Cristo, la Oración en el Huerto y una segunda versión del Martirio de San Lorenzo para el monasterio de El Escorial, otras de corte mitológico como las Poesías a que se refiere en sus cartas o una serie de Venus y otras composiciones de carácter patriótico como Felipe II ofrece al cielo al infante don Fernando, encargada por el rey en 1571 en conmemoración de la victoria de Lepanto, y La Religión socorrida por España (ambas en el Museo del Prado). 
Tiziano, debido a su posición social, concertó un buen matrimonio a su hija Lavinia con Cornelio Sarcinelli de Serravalle. Esta sustituyó a su tía Orsa, fallecida por aquel entonces, al frente de la Casa Vecelli, muy próspera por los señoriales ingresos del artista. La boda se celebró en 1554, pero Lavinia murió de parto en 1560. 
Tiziano acudió hacia 1555 al Concilio de Trento, punto de partida de la Contrarreforma de la Iglesia de Roma, y que precisaba de artistas como él para crear la iconografía necesaria para expandir su mensaje ideológico. El artista realizó una pintura de las sesiones del concilio, hoy perdida, de la que existe una copia en el Museo del Louvre. El amigo de Tiziano, Pietro Aretino, falleció por sorpresa en 1556 y en 1570 murió otro amigo íntimo del pintor, Jacopo Sansovino. En septiembre de 1565, Tiziano acudió a Cadore y diseñó la decoración de la iglesia del pueblo, parcialmente ejecutada por sus discípulos. Entre las pinturas que la decoraba destacamos una Transfiguración y una Anunciación (hoy en la iglesia del Salvador de Venecia), en la que inscribió "Titianus fecit", como modo de protesta (según su propio testimonio) contra las críticas de los que pensaban que era demasiado mayor para un encargo así. 
En 1566, Giorgio Vasari visitó al maestro en Venecia para llevarle un nombramiento honorífico, junto con los de Andrea Palladio y Tintoretto, de miembro de honor de la Academia de Artistas de Florencia. En su encuentro en el taller de Tiziano, Vasari reseña que, «aunque era muy viejo, lo encontré con los pinceles en la mano».

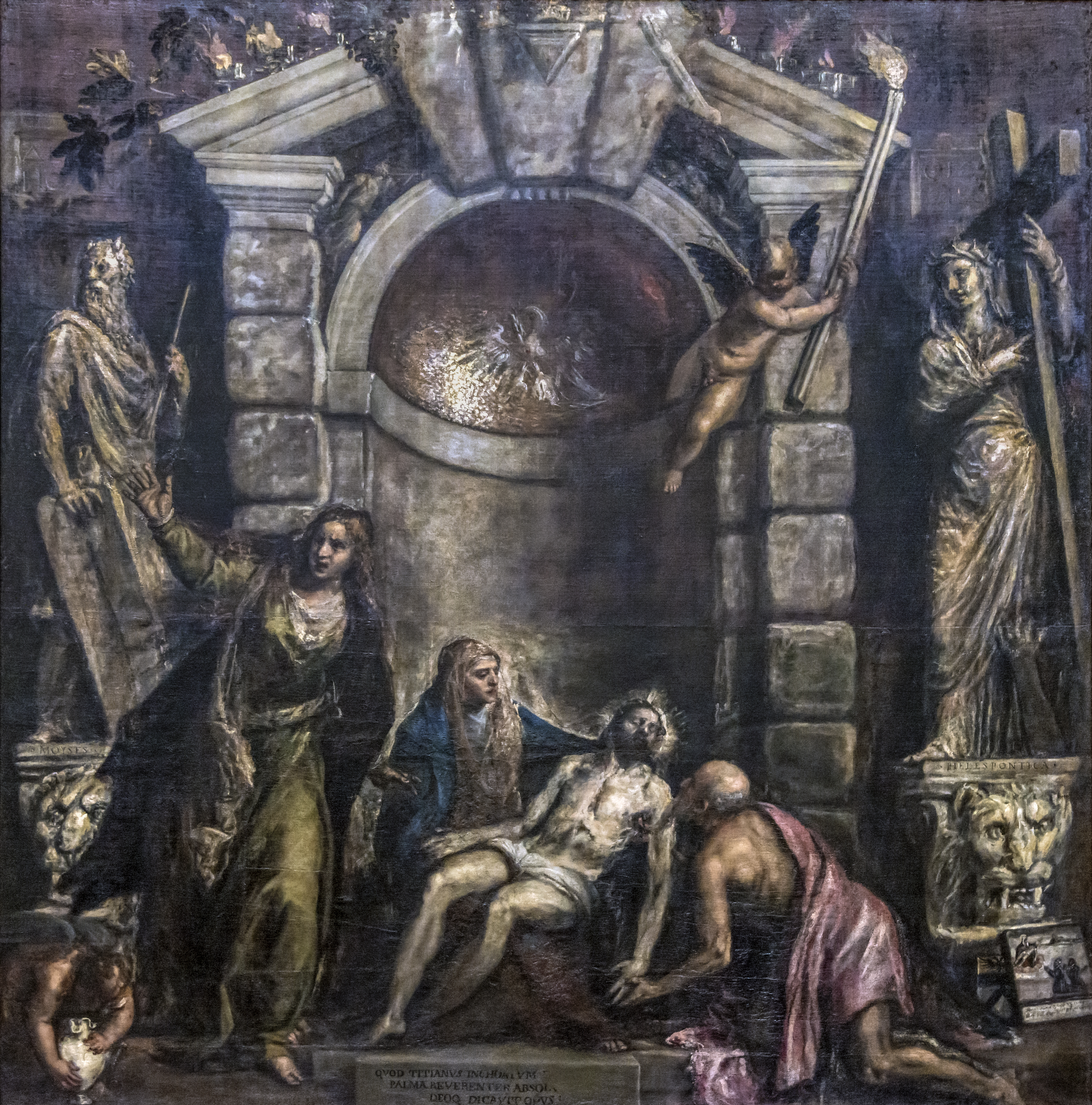
Como muchos de sus últimos trabajos, la última obra de Tiziano, la Piedad (1576) es una dramática escena de sufrimiento en un ambiente nocturno. Fue la pintura escogida para decorar su tumba (Galería de la Academia de Venecia).

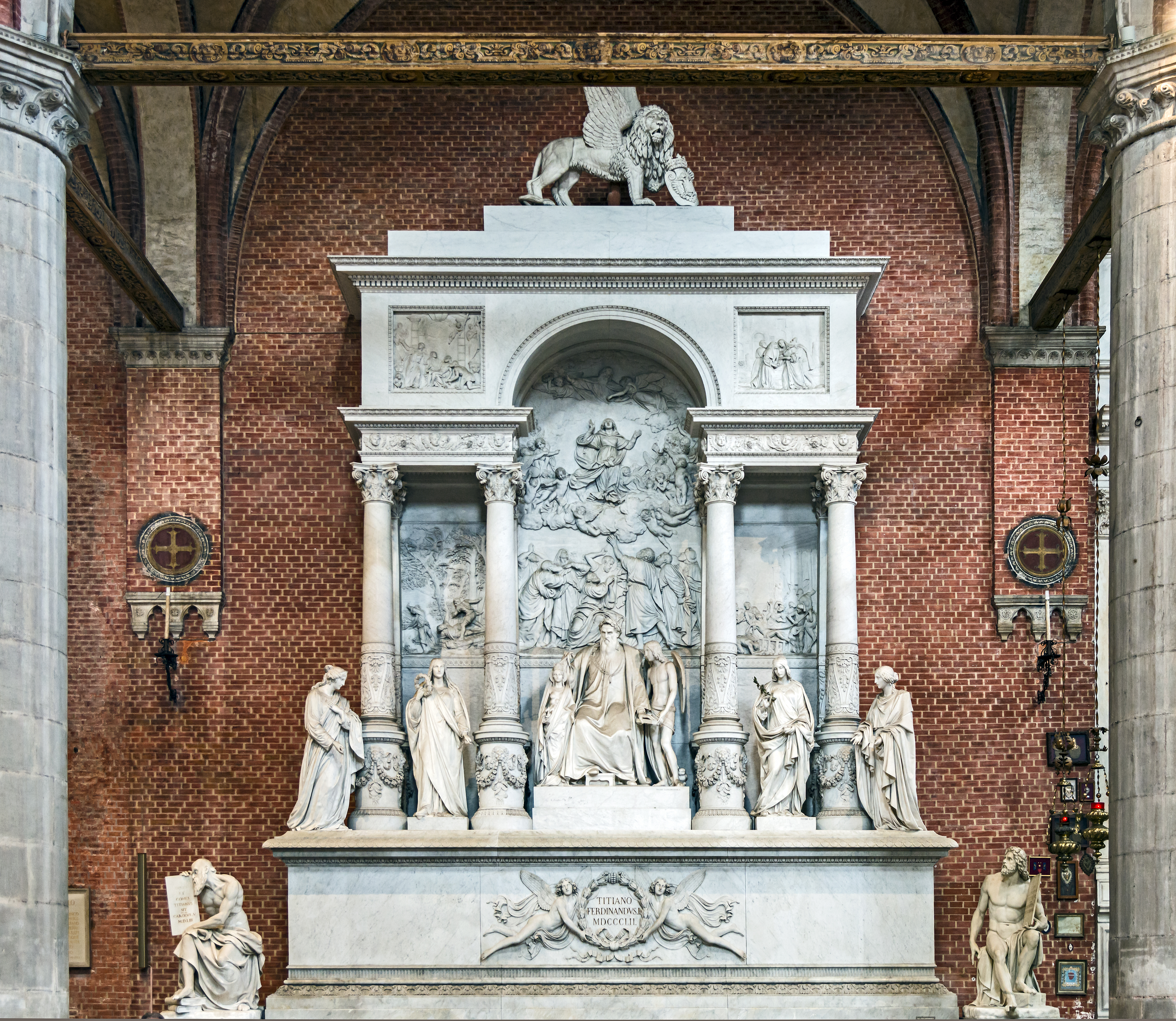
Tumba de Tiziano en Venecia.

Continuó aceptando encargos hasta el fin de sus días, y a fin de asegurar la continuidad del taller tras su muerte, encomendó a Cornelis Cort la difusión de varias de sus composiciones en grabados. Cort grabaría un total de quince obras, como La Magdalena penitente, la versión de Tarquinio y Lucrecia del Museo Fitzwilliam de Cambridge y La Gloria del Museo del Prado. Para editar estos grabados Tiziano pidió un privilegio válido por quince años.
Tiziano había elegido como lugar de su enterramiento la capilla de la Crucifixión de la iglesia de Santa María dei Frari y como pago por la tumba, ofreció a la comunidad franciscana una pintura de la Piedad, que sería a la postre su última obra. En la Piedad se retrató a sí mismo y a su hijo Horacio ante el Salvador, acompañados de una sibila. Cuando el lienzo estaba a punto de ser terminado, surgieron algunas diferencias por la escena y Tiziano decidió ser enterrado en su pueblo natal.
Tiziano rondaba los noventa años cuando la peste negra asoló Venecia. Murió a consecuencia de la epidemia (curiosamente por el mismo motivo que su compañero Giorgione), el 27 de agosto de 1576. El Senado veneciano derogó una severa medida que enviaba a la fosa común todos los cadáveres de las víctimas que morían de esta enfermedad y permitió que sus restos recibieran un rápido entierro en la iglesia de los Frari (a pesar de las rencillas por la Piedad). El Senado pagó sus funerales que allí y en la Basílica de San Marcos se celebraron en su memoria. La Piedad fue terminada por Palma el Joven, pero paradójicamente no le acompañó en su sepulcro; otra obra suya, la Pala Pesaro, se encuentra cerca de este. En principio nada en especial adornaba su tumba hasta que el gobierno austríaco que invadió Venecia a fines del siglo XVIII encargó a Antonio Canova un monumento conmemorativo que fue terminado en 1795.
Inmediatamente después de la muerte de Tiziano, su hijo y discípulo Horacio falleció en el mismo brote epidémico, lo que dificultó enormemente la liquidación del patrimonio del artista, ya que no había hecho testamento. Su suntuosa mansión fue saqueada en ese momento.[cita requerida]

## Obra

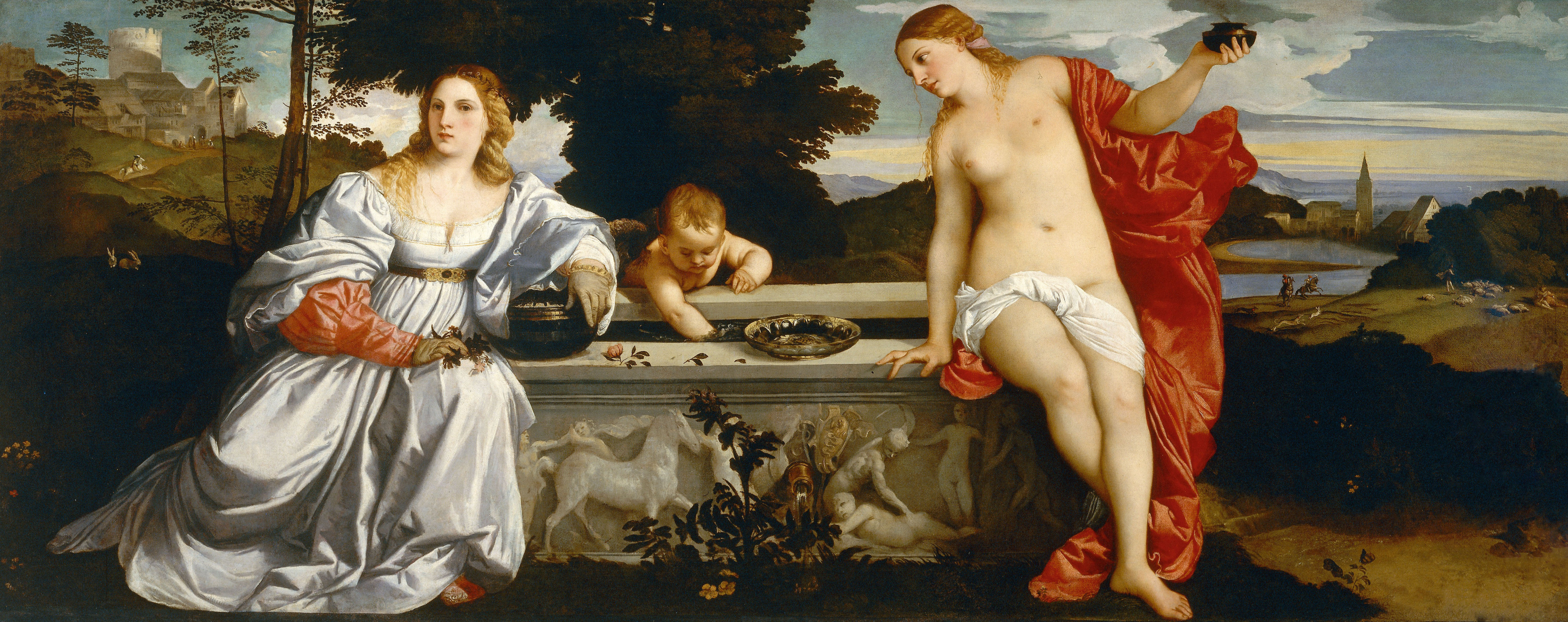
Amor sagrado y amor profano, pintado hacia 1515, está relacionado con el neoplatonismo en esta doble vertiente de amor: la celeste y la vulgar (Galería Borghese).

La carrera artística de Tiziano fue muy dilatada, con una producción grandiosa, la mayoría por encargo. En este pintor se puede comprobar perfectamente el cambio de estatus producido durante el Renacimiento, pasando de ser artesanos a convertirse en artistas, reconocidos socialmente.
La temática tizianesca es también amplia, retrató a la clase dirigente de su época, recibió encargos de comunidades religiosas y de la nobleza, pintó paisajes, reflejó el clasicismo renacentista y anticipó algunas cualidades del Barroco. En general, podemos dividir su producción pictórica en tres grandes temas: la pintura religiosa, las escenas mitológicas y los retratos. Estas categorías no son compartimentos estancos, debido a que se vieron entrelazadas en muchas ocasiones, como los casos de los retratos de personajes reconocibles dentro de escenas mitológicas o religiosas.

### Pintura religiosa

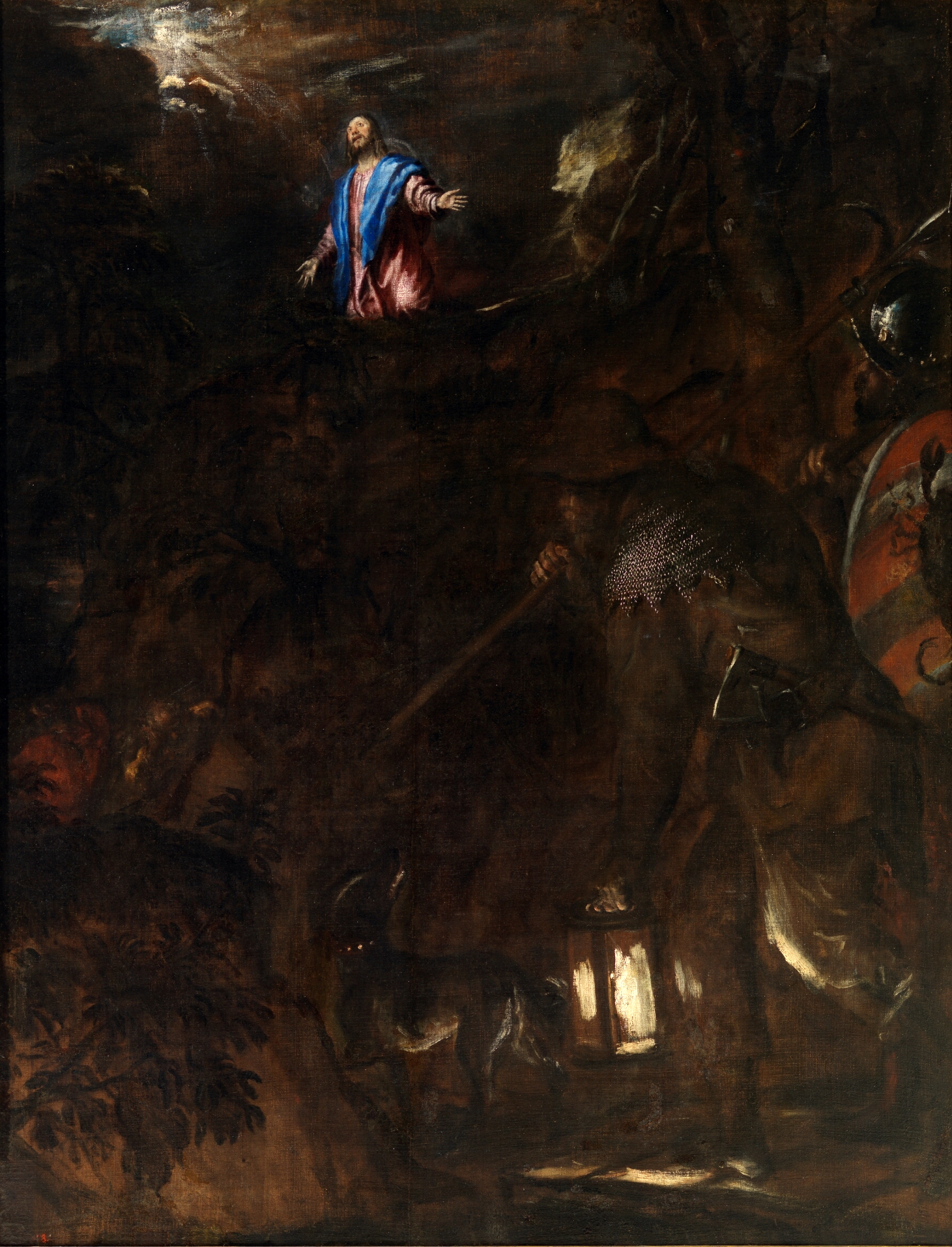
Oración en el huerto, 1562, óleo sobre lienzo, 76 × 136 cm. Museo del Prado.

Su conjunto de pintura de temática religiosa sería suficiente por sí misma para extender la fama de buen pintor. La Asunción de los Frari, por ejemplo, terminada sobre los treinta años del autor, supone una auténtica obra maestra en la que aporta la novedad de unir sus tres diferentes planos compositivos mediante una luz muy viva, con la que además dota de mayor dramatismo a la escena. En el Políptico Averoldi (Iglesia de los Santos Nazario y Celso de Brescia) resolvió un espacio estrecho poniendo grandes figuras, sin dar sensación de ahogo. Su Cristo se inspira en el Laocoonte y San Sebastián en un "esclavo" de Miguel Ángel, es decir, en figuras muy clásicas, a las que añade un original efecto nocturno roto por las primeras claridades del amanecer, con lo que consigue de nuevo unir dos planos: la tierra y el cielo, ambientados por una atmósfera de misterio muy apropiada. 
Composiciones suyas como la Anunciación, la Dolorosa o la María Magdalena de las que hace varias versiones, pasaron enseguida al repertorio de otros pintores y fueron constantemente copiadas. 
Los donantes de las obras religiosas ya no se conformaban en ese momento histórico con hacerse presentes en los cuadros, sino que quieren aumentar su importancia dentro de las escenas y con Tiziano lo lograron. Los miembros de la familia Pesaro, en su retablo de los Frari, están pintados de mismo tamaño y con el mismo esmero que las figuras sagradas. En el Retrato votivo de la familia Vendramin (National Gallery de Londres) ya protagonizan por completo el tema, en el que lo único sagrado se reduce a la imagen de la Santa Cruz. En La Gloria (Museo del Prado) encargada por Carlos V en 1551 y que le acompañó en su retiro en Yuste se reconocen a varios familiares del emperador e incluso el propio Tiziano ocupando un lugar elevado junto a la Santísima Trinidad. En esta obra, Tiziano, situada ya a mediados del siglo XVI, en realidad se acerca muchísimo a ciertas notas al arte barroco, por la representación de los personajes en arriesgados escorzos, el movimiento, la luminosidad celestial y el claroscuro, el celaje abierto al fondo, el realismo y el fuerte sentido religioso muy de acuerdo con el espíritu de la Contrarreforma (el Concilio de Trento se alargó desde 1542 a 1564), y que será condición sine qua non durante el Barroco.
Mención aparte merece la pintura religiosa que trató al final de su vida, todos relacionados con el tema de la Pasión de Cristo. No solo se puede observar la evolución técnica de los mismos temas sacros pintados en su juventud y su vejez, sino sobre todo la búsqueda de profundidad en la visión religiosa. Las escenas se vuelven más descarnadas y se van desnudando de lo accesorio para quedarse con la esencia. En el primer Santo Entierro de 1528 (Museo del Louvre) su personajes aún depuran una cierta dulzura influencia de Rafael mientras en el Santo Entierro de 1559 (Museo del Prado), la esquina del sepulcro nos introduce violentamente en la escena, agitada por el cuerpo ladeado de Cristo y por los movimientos trágicos de los protagonistas. En esta el paisaje ha desaparecido y los colores se han vuelto más agrios.

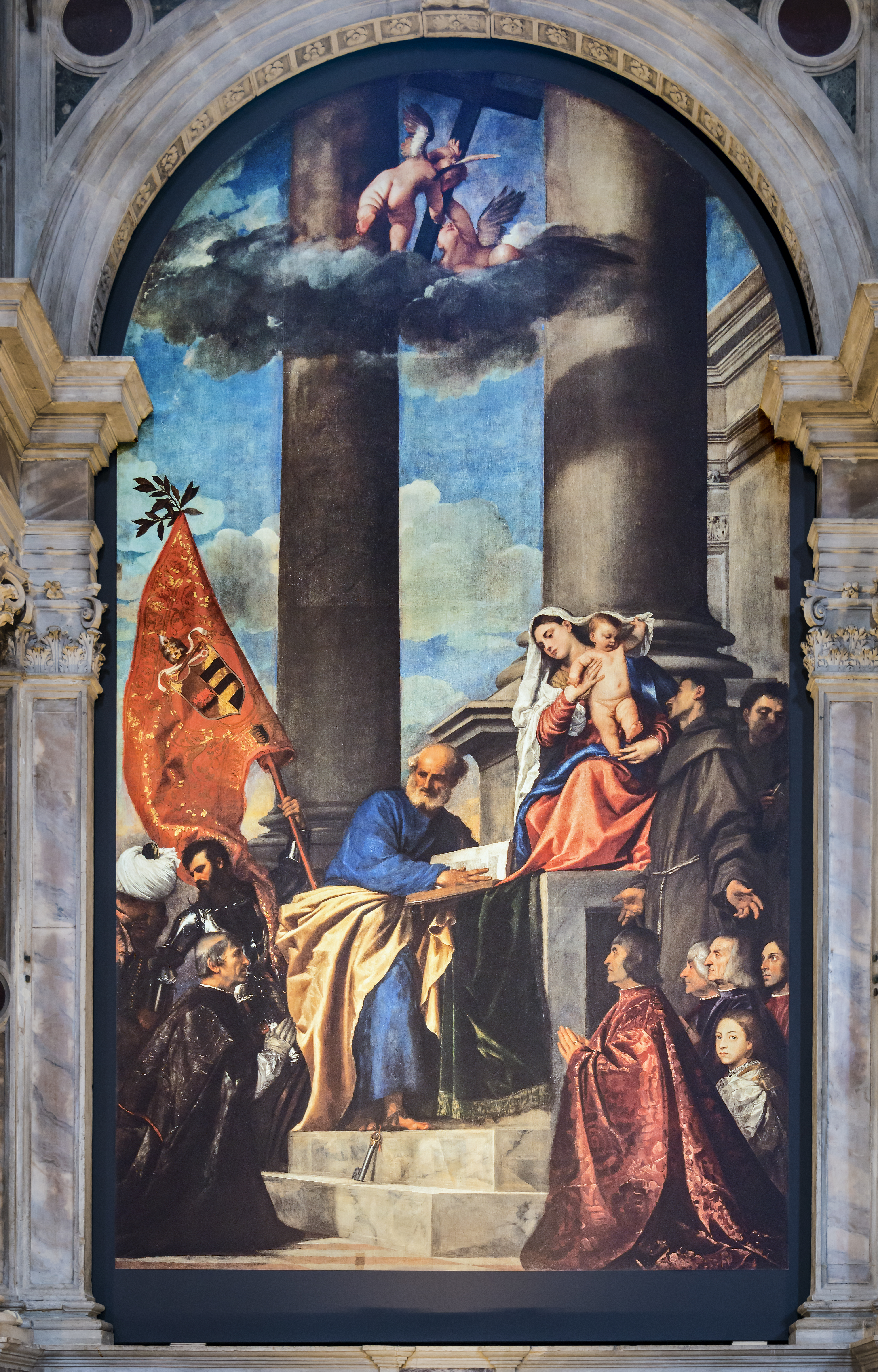
Pala Pesaro Óleo sobre lienzo, 385 x 270 cm, Basílica de Santa María Gloriosa dei Frari (Venecia).
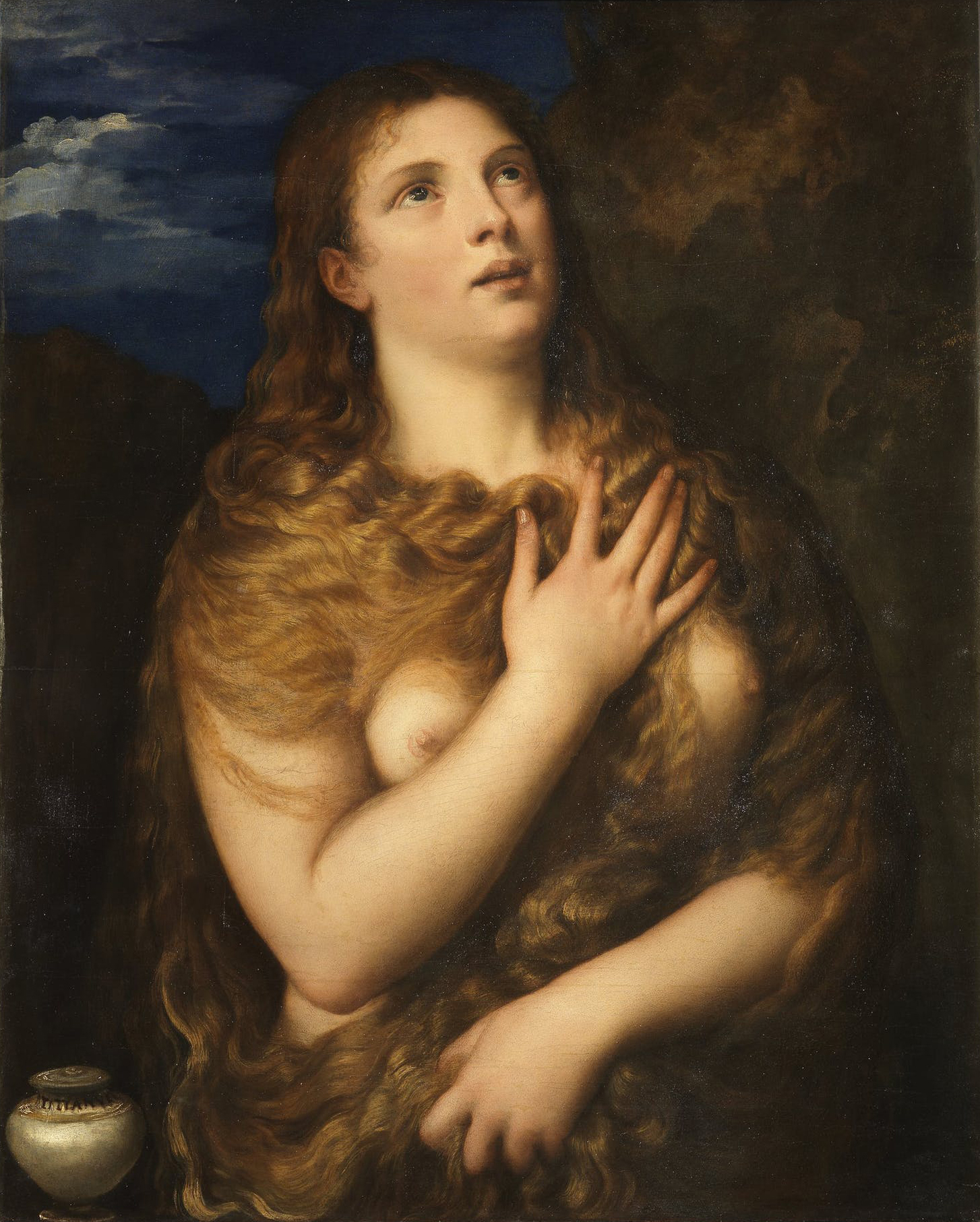
Magdalena penitente Óleo sobre lienzo, 85 x 68 cm, Palacio Pitti (Florencia).
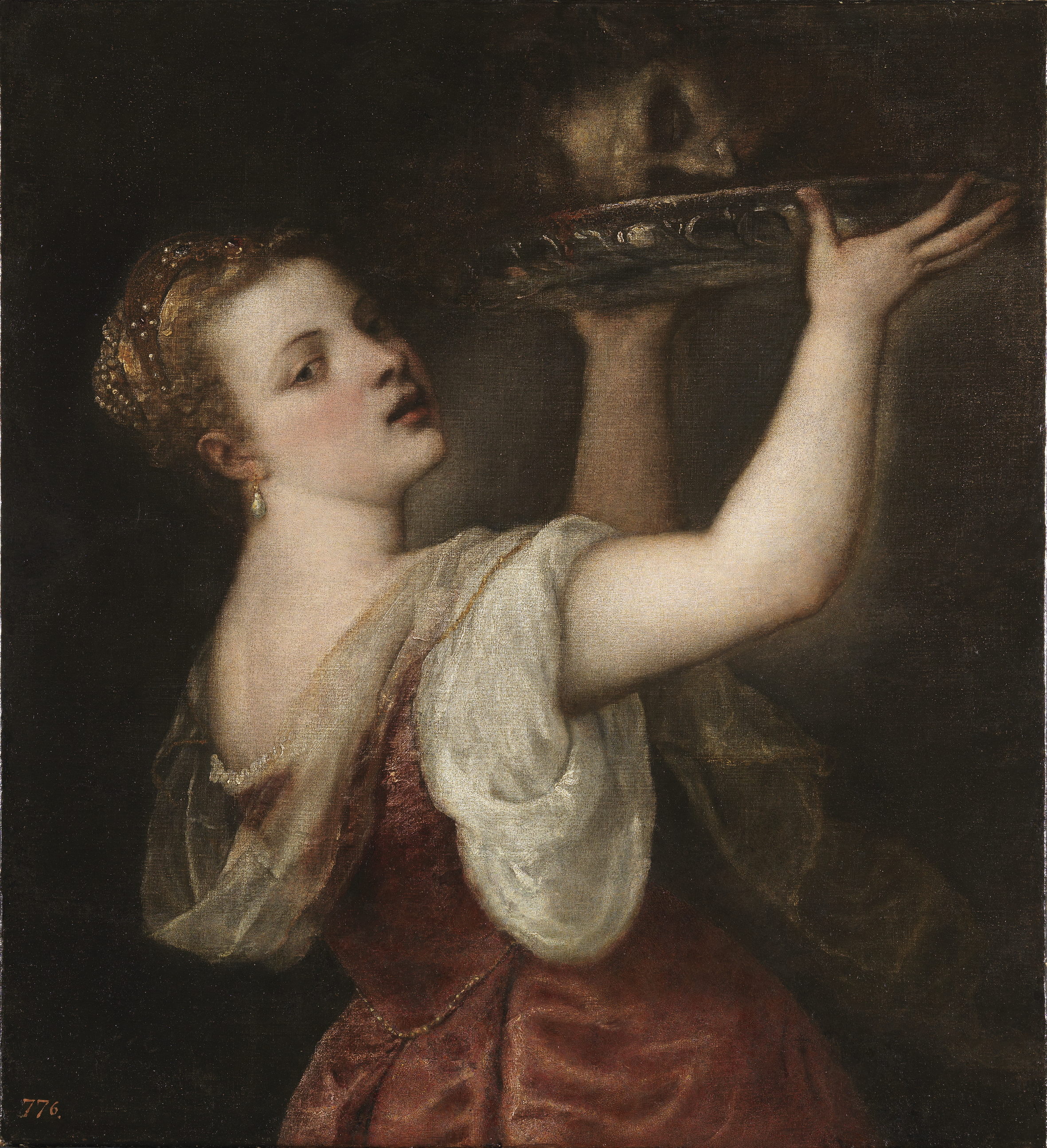
Salomé con la cabeza del Bautista Óleo sobre lienzo, 87 x 80 cm, Museo del Prado (Madrid).
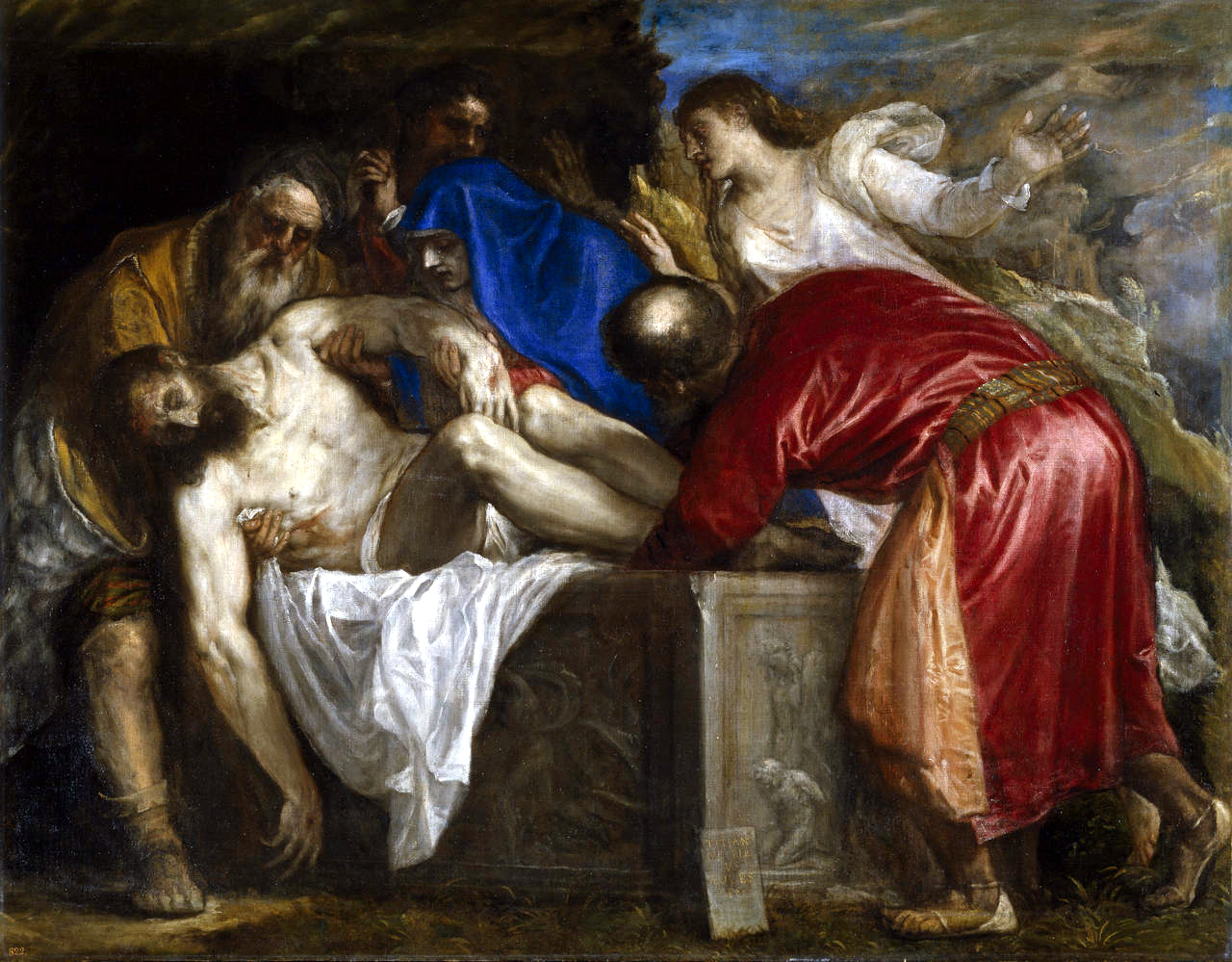
Entierro de Cristo Óleo sobre lienzo, 137 x 175 cm, Museo del Prado (Madrid).
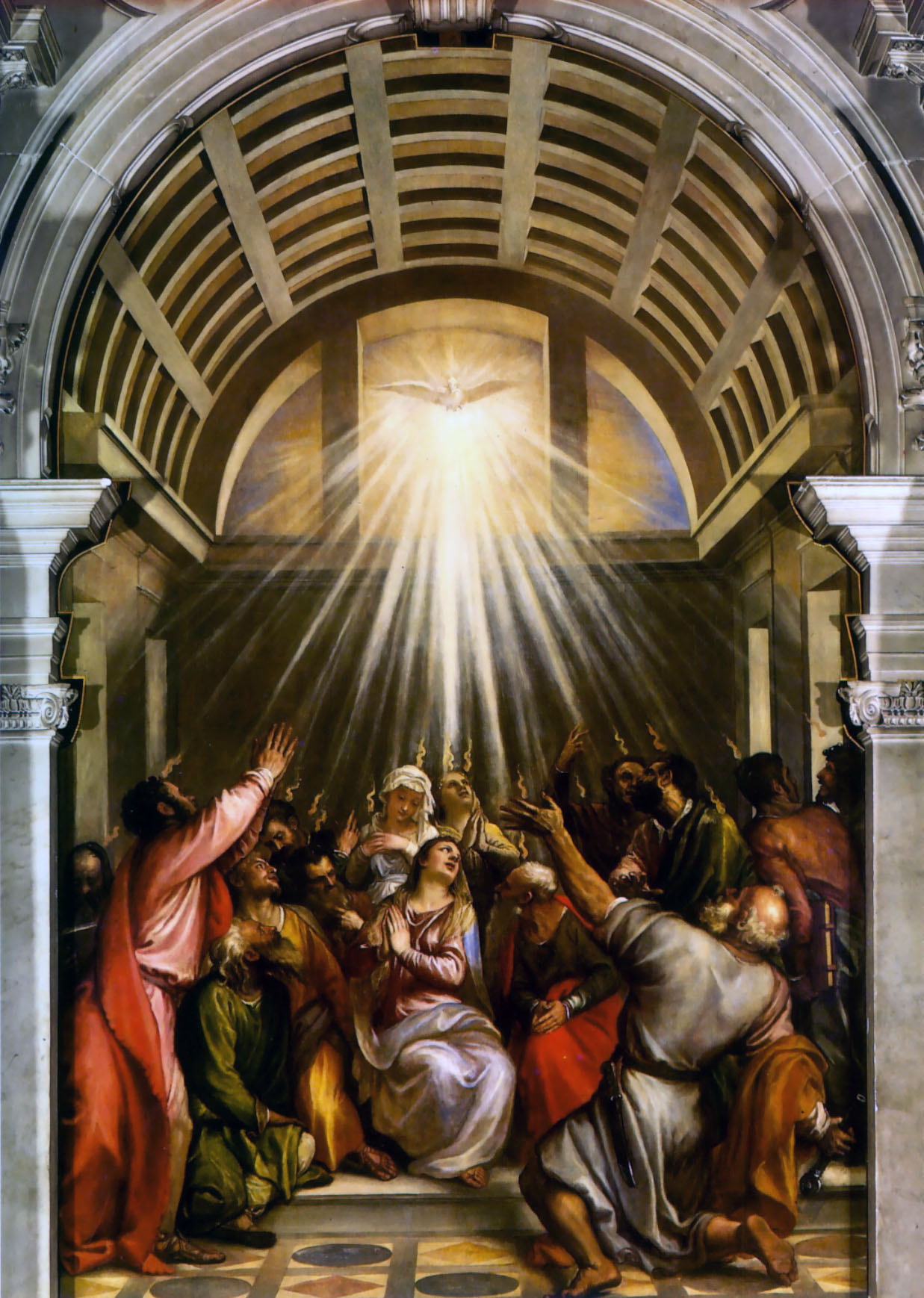
Pentecostés Óleo sobre lienzo, 570 x 260 cm, Santa Maria della Salute (Venecia).
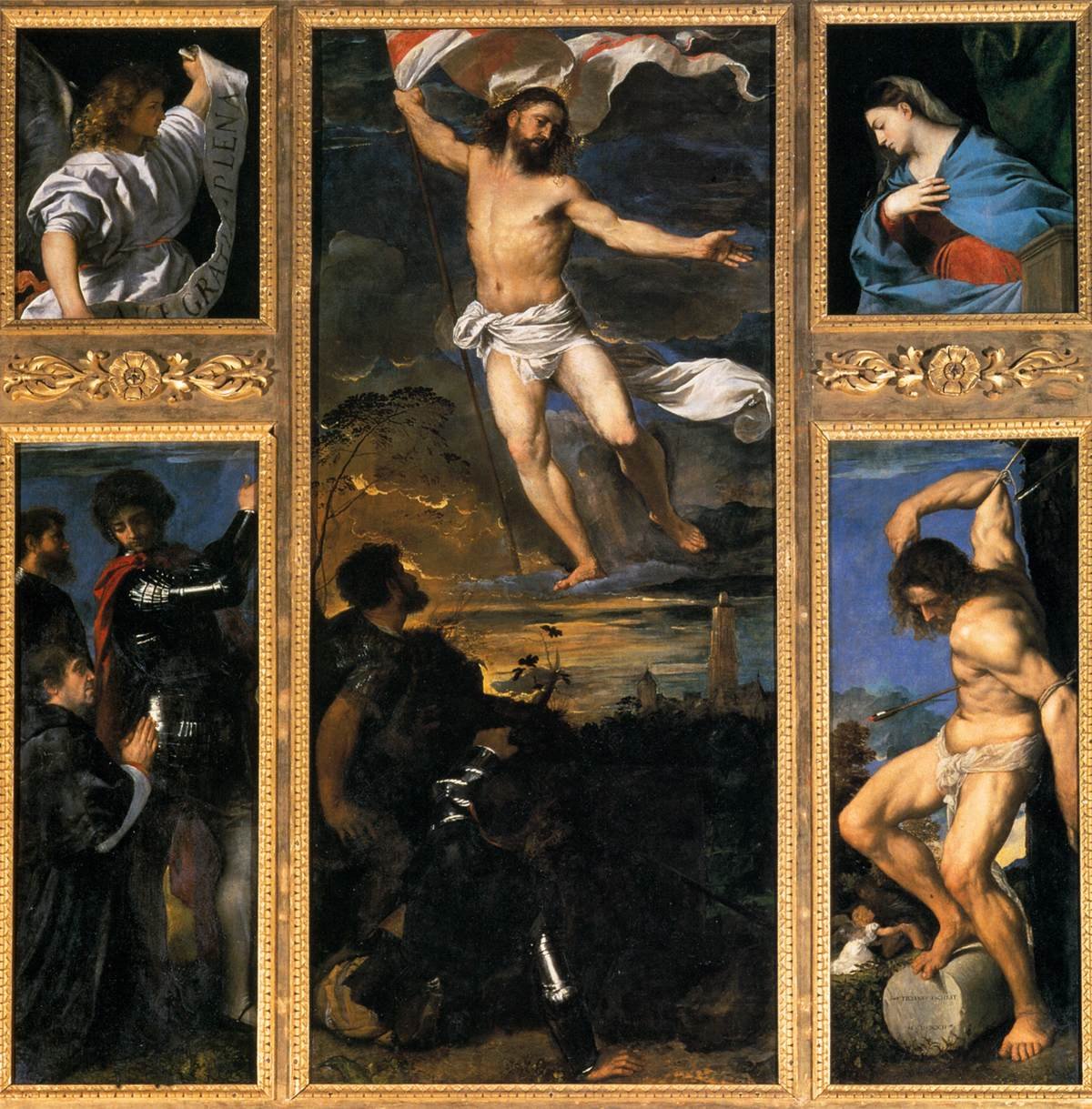
Políptico Averoldi Óleo sobre tabla, 278 x 122 cm, iglesia de los Santos Nazario y Celso (Brescia).
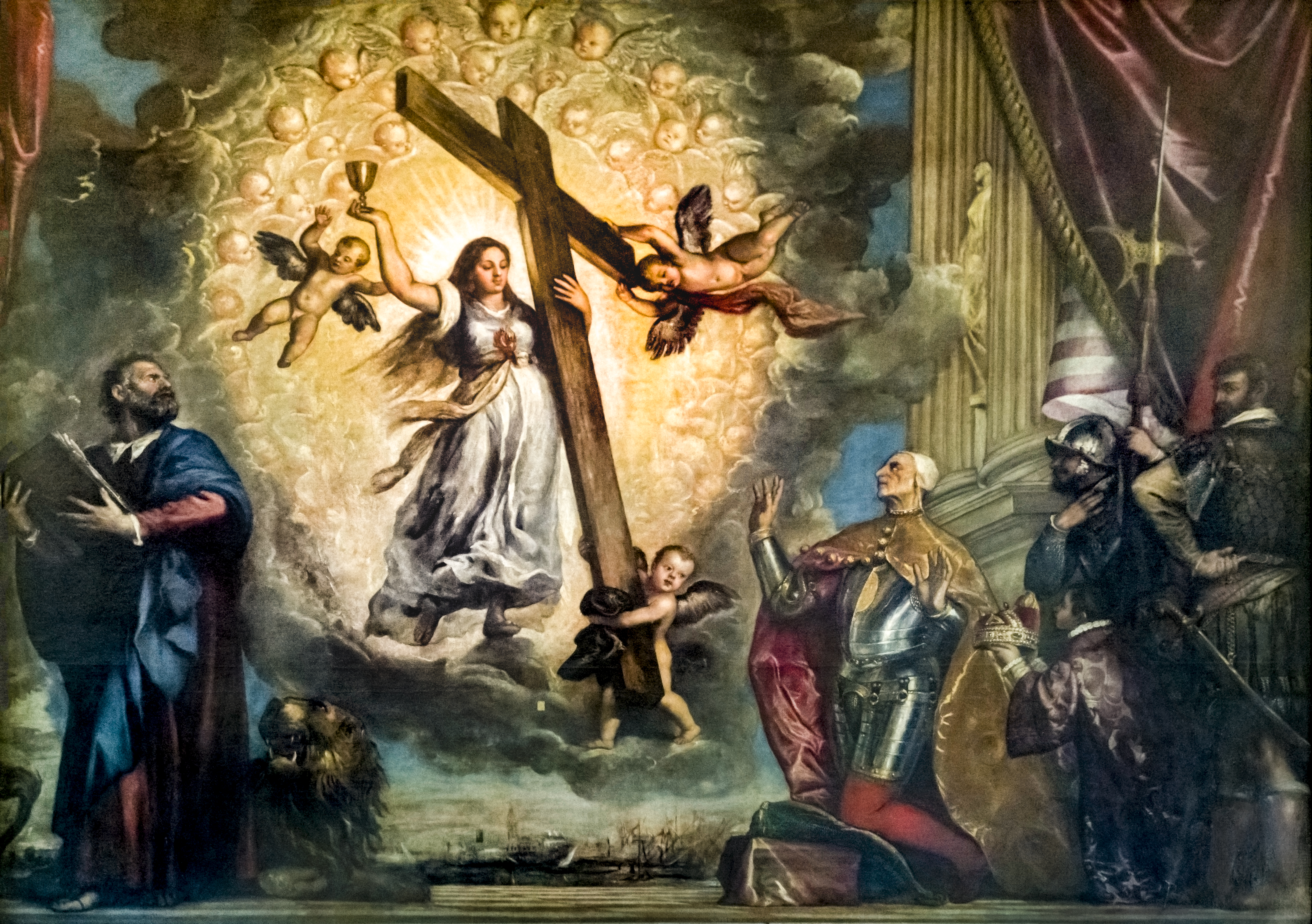
El dux Antonio Grimani arrodillado ante la Fe Óleo sobre lienzo, 373 x 496 cm, Palacio Ducal de Venecia.

### Pintura mitológica

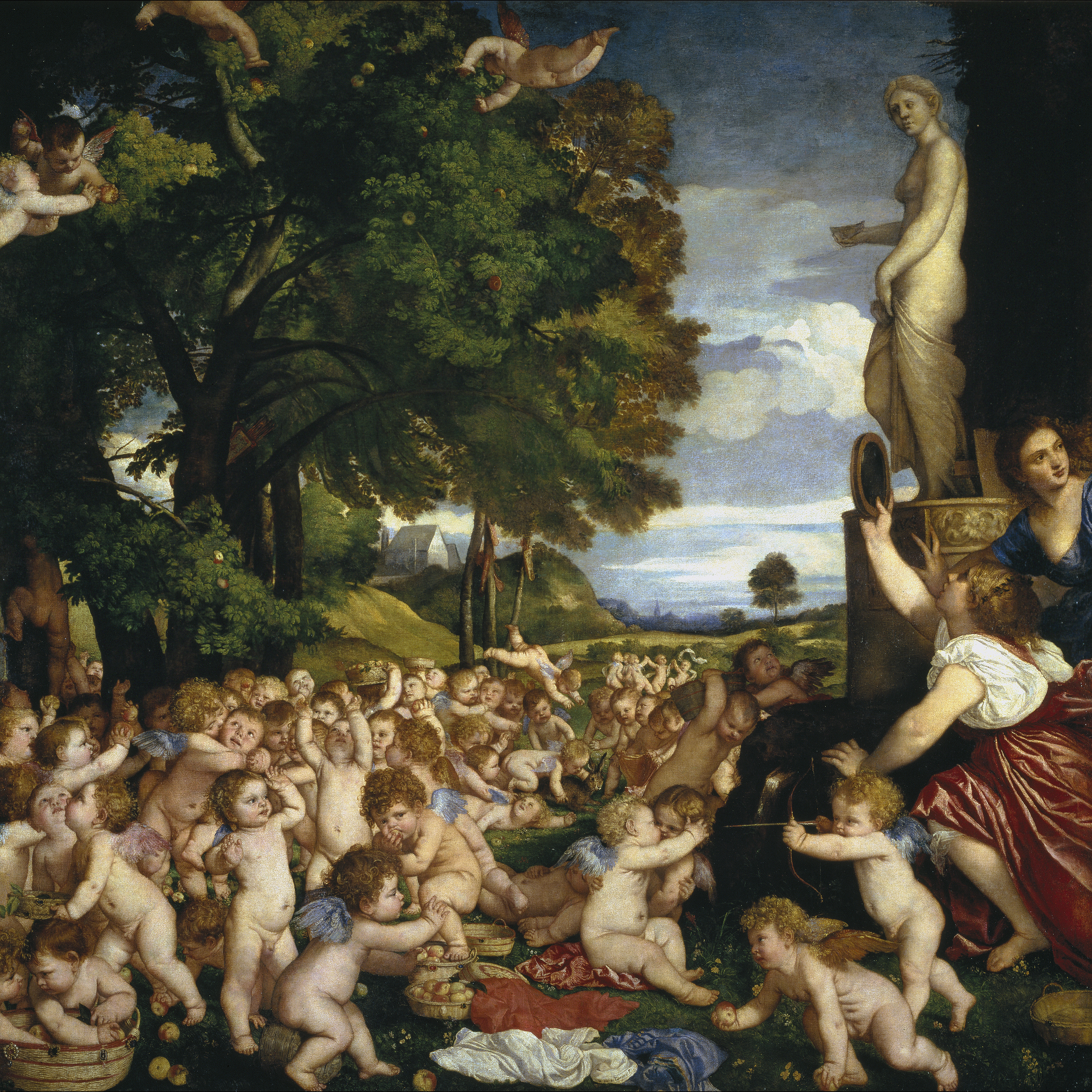
Ofrenda a Venus, 1518-9, óleo sobre lienzo, 172 x 175 cm.

Venecia como ciudad surge después de la caída del Imperio romano, por lo que carece de ruinas y pasado "clásico". Así que las fuentes de los pintores venecianos siempre fueron los textos literarios y en ellos se inspiró Tiziano para sus escenas mitológicas. La pintura de corte clásico con escenas mitológicas o bucólicas son parte importante del conjunto de su obra y se encuentran presentes desde el inicio de su carrera.
Fue, entre los años 1517 y 1522, el momento de sus grandes obras mitológicas por encargo de Alfonso I de Este para la decoración de la llamada Cámara de alabastro de su castillo de Ferrara. La serie de las Bacanales son tres: La ofrenda a Venus (Los amorcillos) y la Bacanal, ambas en el Museo del Prado y Baco y Ariadna en la National Gallery de Londres. Las de Madrid están inspiradas en Filostrato y la de Londres en Ovidio y Catulo.
Su arte pagano, fuertemente hedonista, se sirve de los mitos clásicos para hacer la vida más amable y alegre. Sus Dánae son bellas mujeres que aguardan en el lecho (como su Dánae de San Petersburgo) y sus Dianas desnudos voluptuosos corriendo por la naturaleza. Venus aparece en varias ocasiones presidiendo sus composiciones, primero como simple diosa del amor acompañada por Cupido, y luego la mayor parte de las veces acompañada por un organista y un perrito, restándole lirismo a la escena. Las diosas suelen ser pintadas yaciendo en lujosos interiores con un fondo abierto donde se divisa un cuidado jardín.
Con los años, el sentido lúdico de estas pinturas mitológicas se torna en acción y dramatismo, representando también los castigos y la tragedia. Ejemplos son la serie de los "condenados" encargada por María de Hungría y el Castigo de Marsias (Museo Estatal de Kromeriz), donde el acento se pone en la crueldad feroz del castigo. Además la técnica de colorido difuso y tornasolado pone mayor patetismo a la representación.

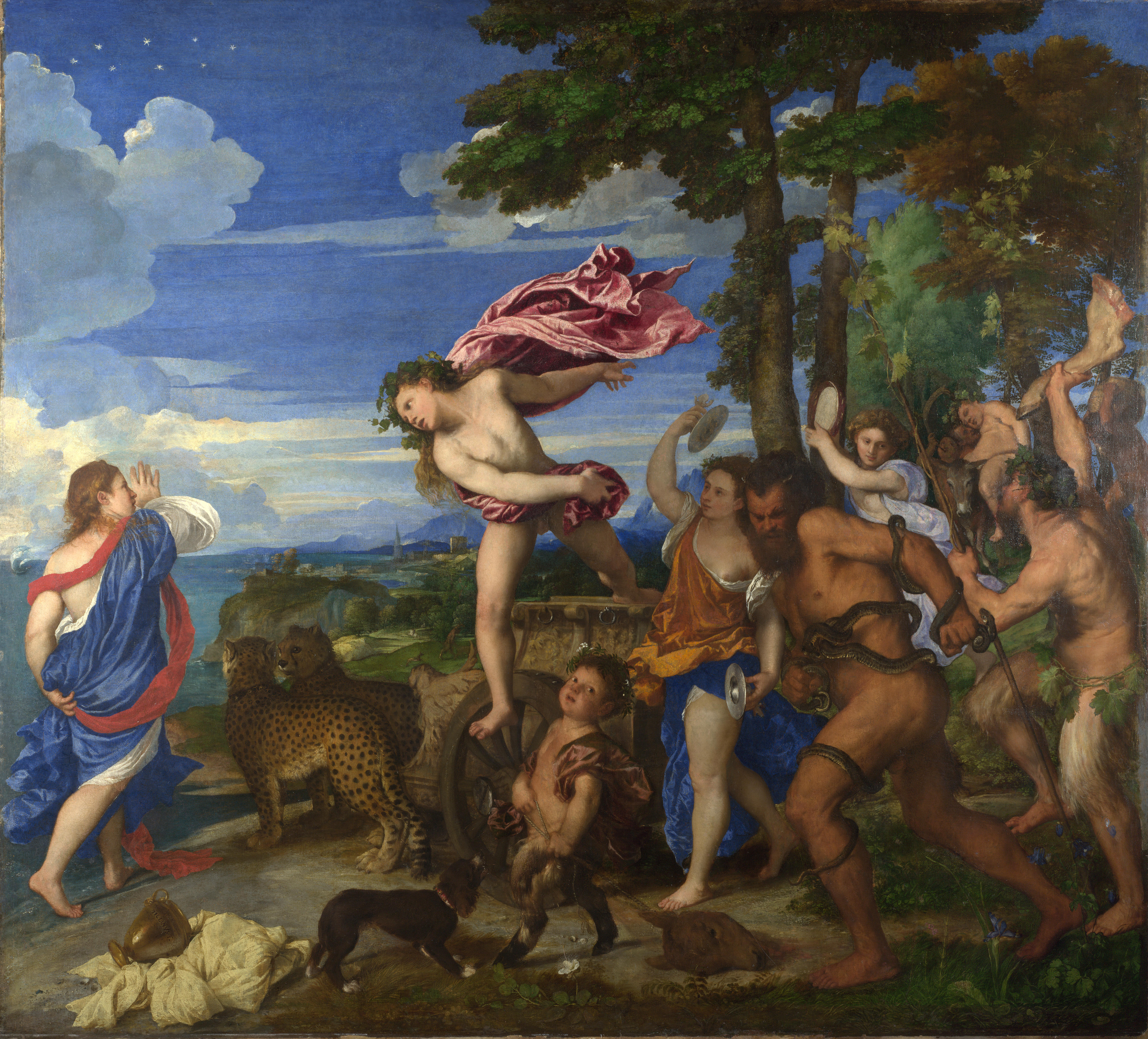
Baco y Ariadna Óleo sobre lienzo, 175 x 190 cm, National Gallery de Londres.
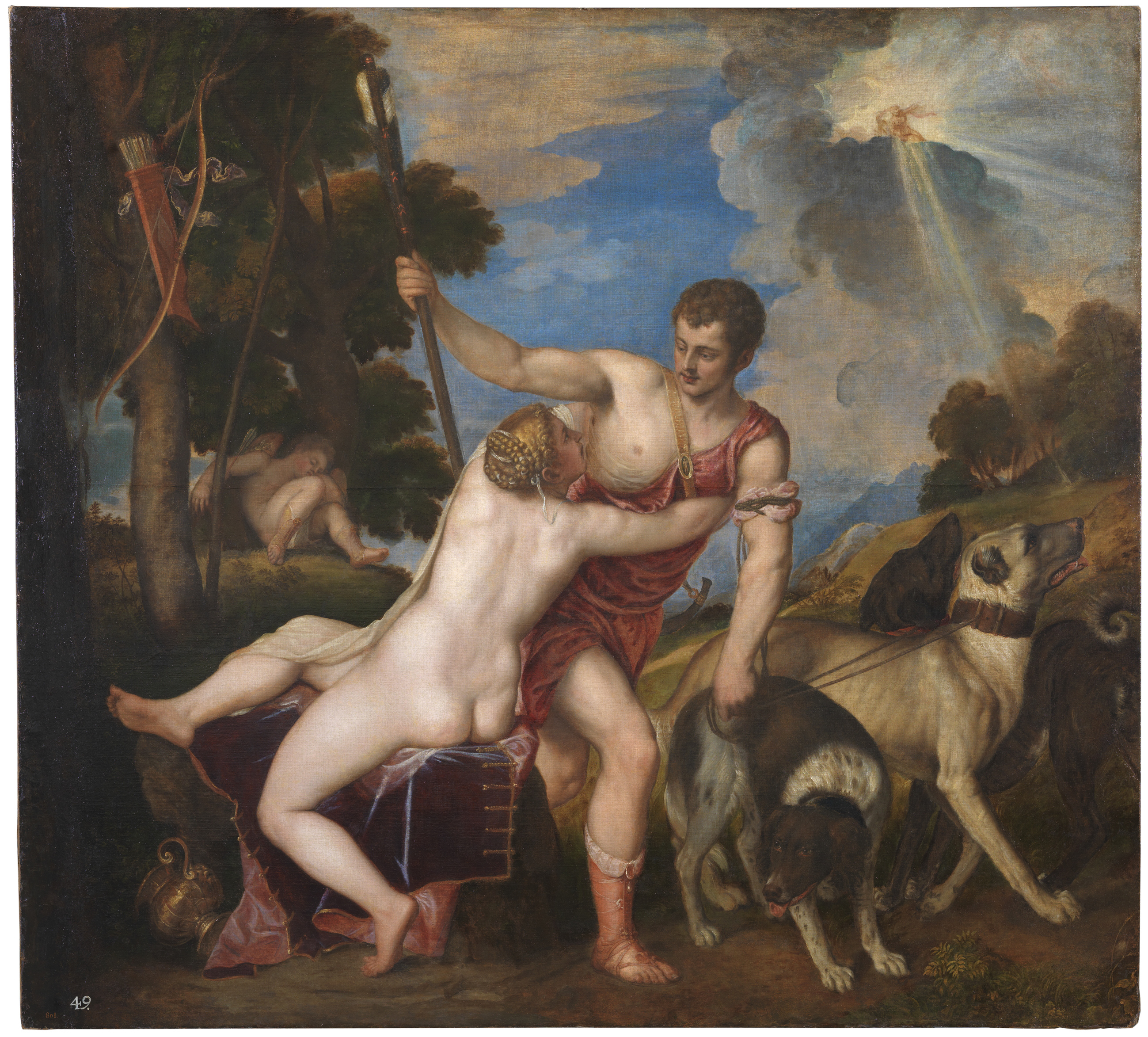
Venus y Adonis Óleo sobre lienzo, 186 x 207 cm, Museo del Prado (Madrid).
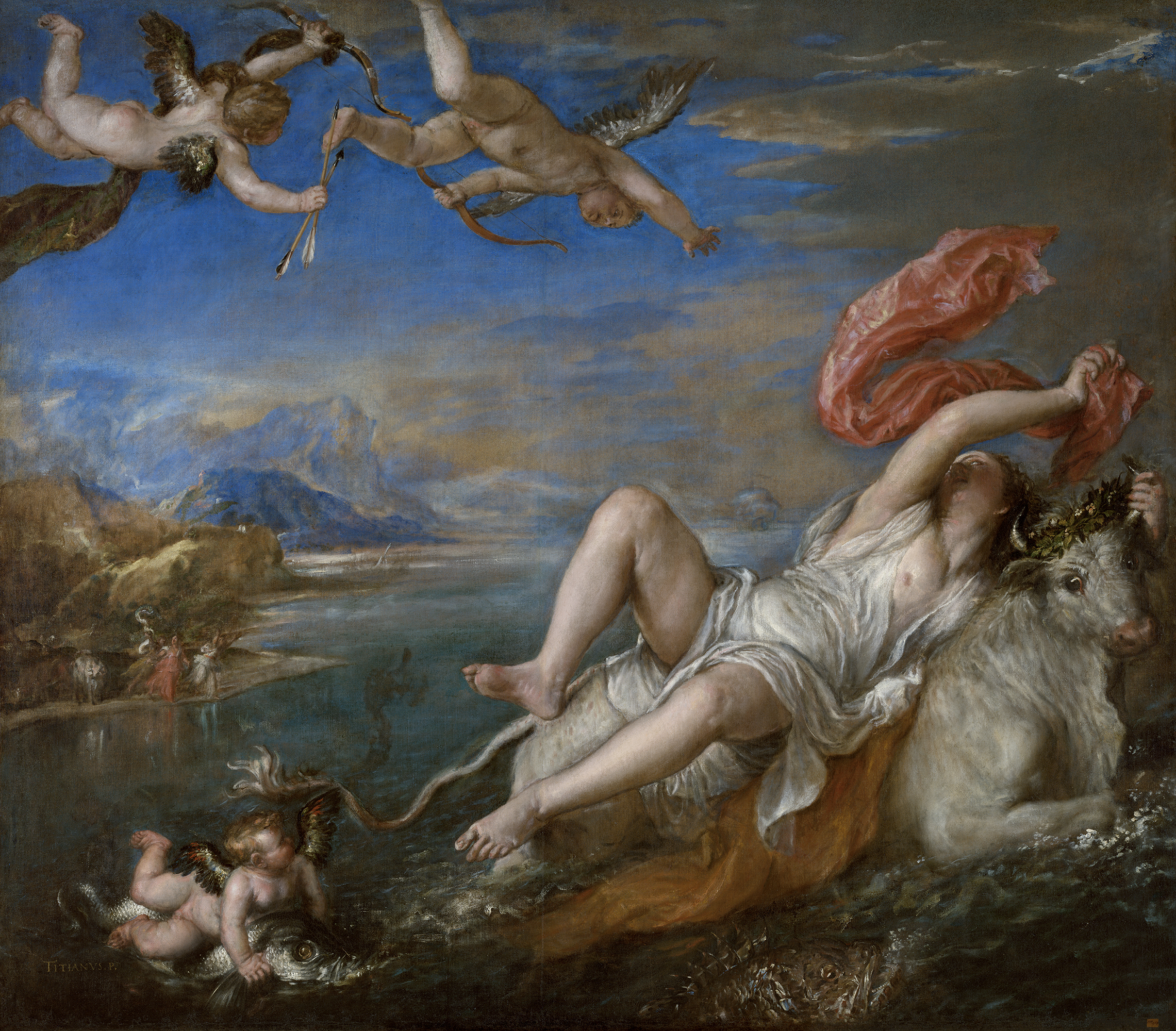
El rapto de Europa Óleo sobre lienzo, 185 x 205 cm, Museo Isabella Stewart Gardner (Boston).
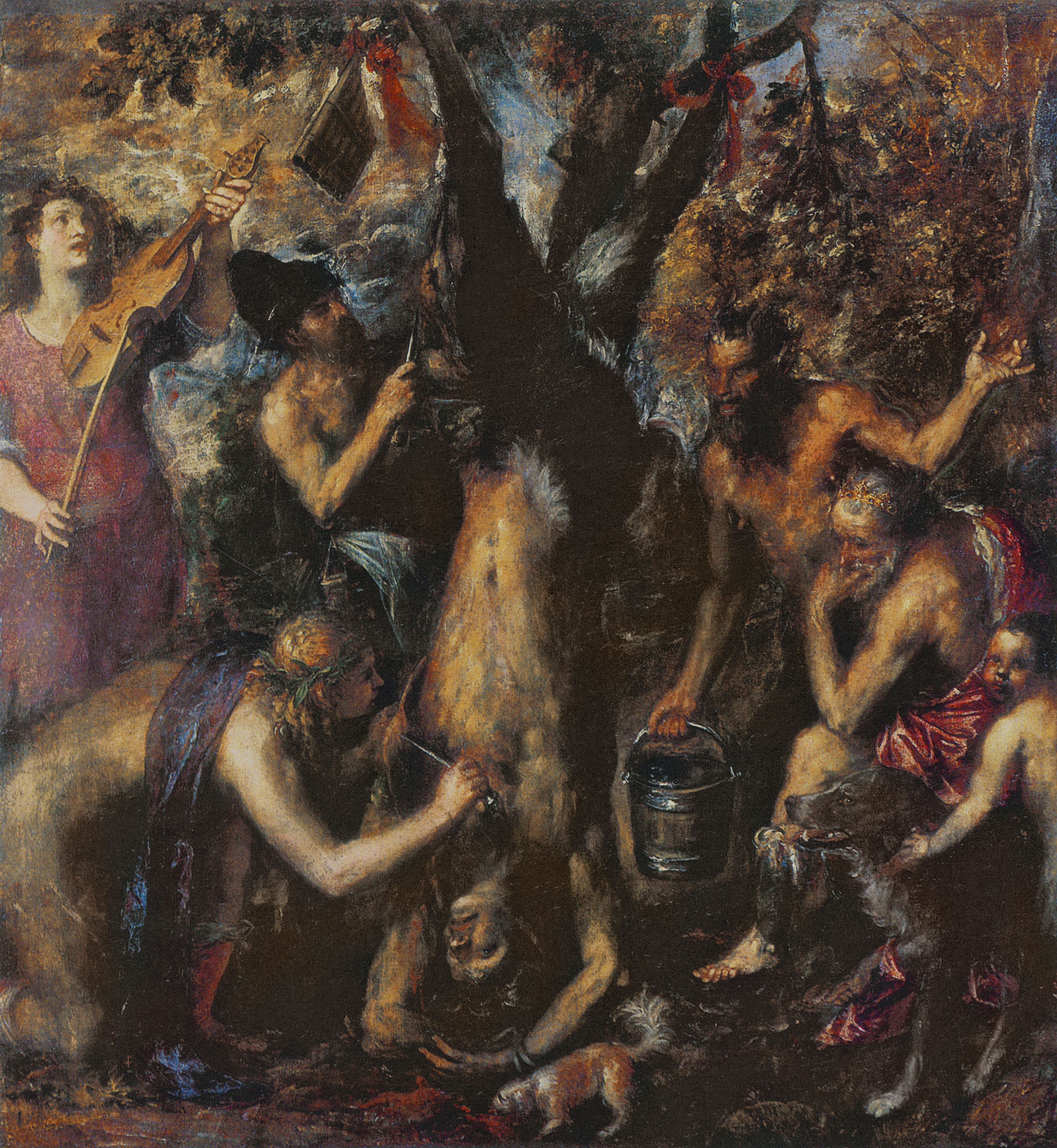
Castigo de Marsias Óleo sobre lienzo, 212 x 207 cm, Museo Estatal (Kromeriz).
Venus del Pardo Óleo sobre lienzo, 196 x 385 cm, Museo del Louvre, París.
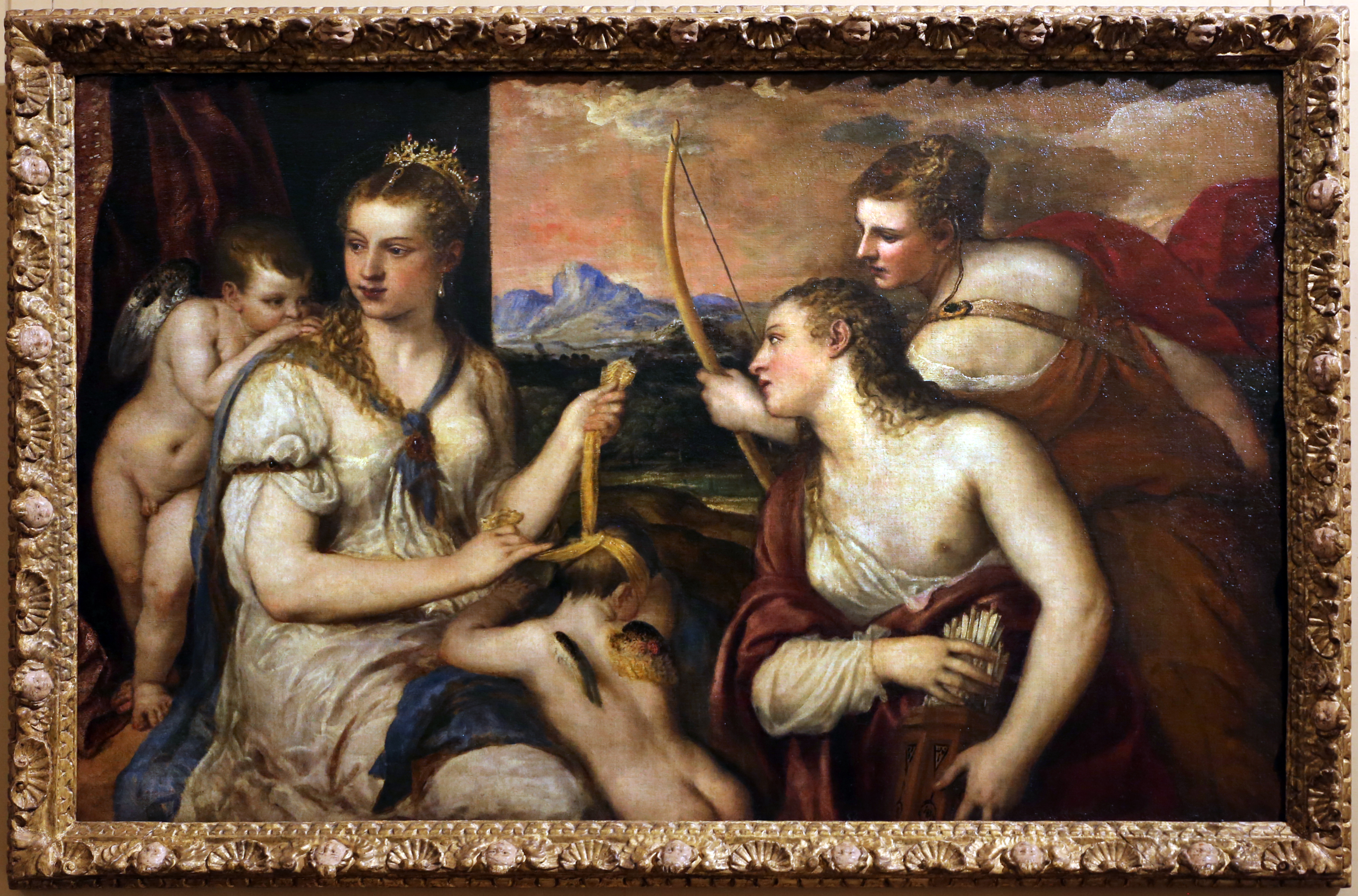
Venus vendando al Amor Óleo sobre lienzo, 118 x 185 cm, Galería Borghese (Roma).

### Retratos

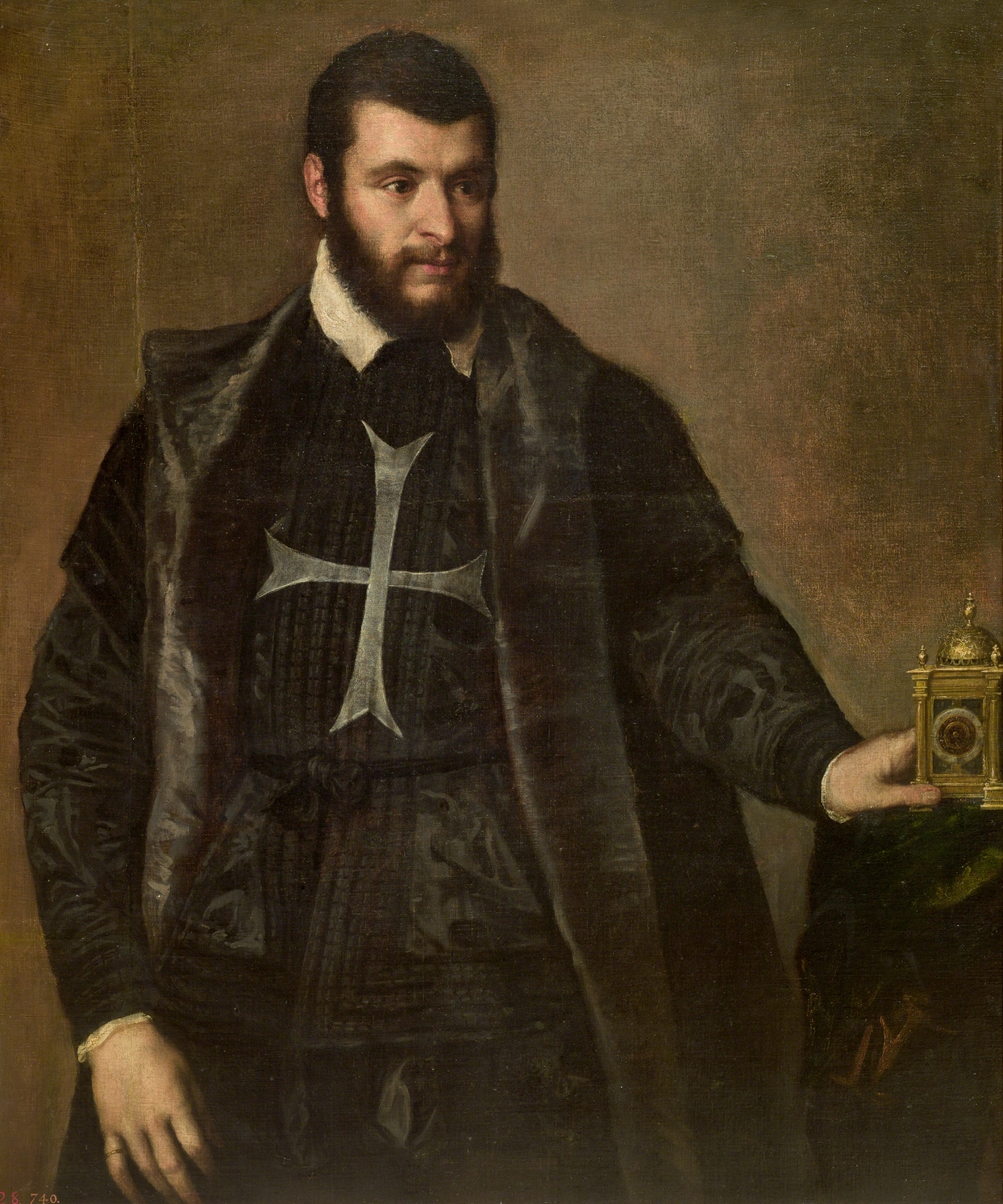
El caballero del reloj, hacia 1550, óleo sobre lienzo, 122 x 101 cm. Museo del Prado.

Como retratista, Tiziano alcanzó fama ya en su juventud. Este género pictórico, al que dedicó la mayor parte de su producción, fue el que le abrió las puertas de la aristocracia europea.
Según Harold E. Wethey, crítico muy severo, son ciento diecisiete los retratos de Tiziano que han llegado a nuestros días Otros tantos le han sido atribuidos por los historiadores, a los que hay que añadir los treinta y cinco de que nos hablan los testimonios documentales y que se han perdido.
Vasari, que no era demasiado adepto al arte veneciano, le consideraba un «excelentísimo pintor en esta parte (del arte)».

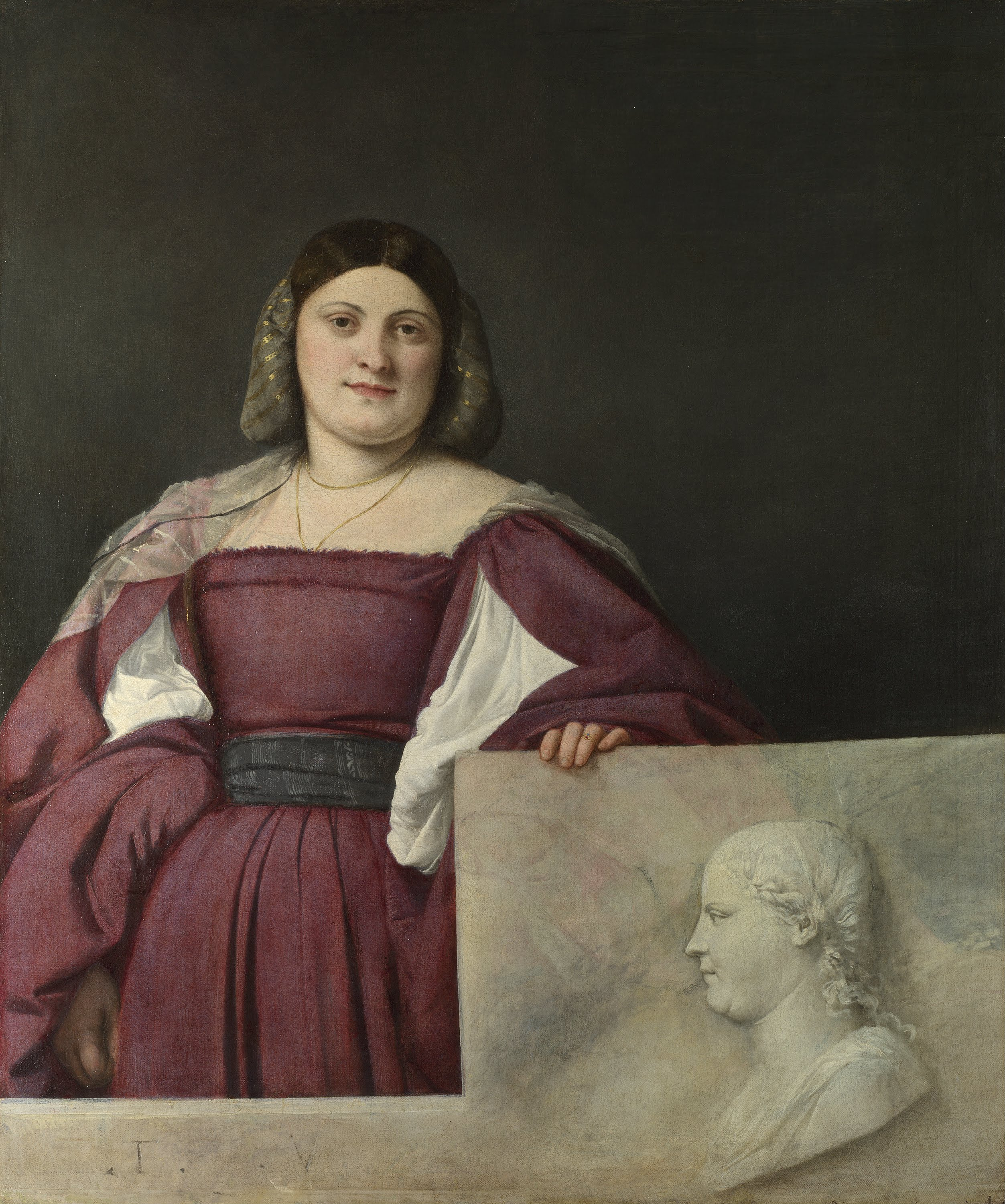
Retrato de mujer (La schiavona), primera mitad del, 117 × 97 cm. National Gallery de Londres.

Hay que tener presentes los retratos quattrocentistas de Bellini y los de Giorgione, más líricos, para comprender la revolución que supuso el estilo de Tiziano en la retratística. El pintor pretendía, además de reflejar de modo verosímil el aspecto físico de sus modelos, plasmar sus condiciones sociales y, sobre todo, sus valores morales. Una nueva relación entre la figura y el espacio le ayudó a dotar de contenido a la imagen estática. 
En Venecia, el tipo de retrato habitual era el de busto, más apropiado para decorar los interiores de las viviendas. Los retratos venecianos generalmente tenían el fondo neutro o con algún elemento alusivo al retratado. Tiziano usó estos mismos modelos y empleó sobre todo el que sitúa a la figura con un paisaje al fondo. De su etapa juvenil pueden destacarse el Retrato de Gerolamo Barbarigo y La Schiavona (National Gallery de Londres), entre los de fondo neutro, y el de la duquesa Leonor Gonzaga (Galería Uffizi), Paulo III (Museo de Capodimonte) e Isabel de Portugal (Museo del Prado), entre los de paisaje al fondo.
Otra de sus innovaciones es el uso del retrato de cuerpo entero. Los ejemplos más sobresalientes son los retratos de los monarcas Carlos I y Felipe II, pintados de este modo en varias ocasiones, bien de pie, bien sentados. Los retratos no solo procuran reflejan el símbolo estatal que dichas personalidades reales encarnan; Tiziano les añadió, además, expresiones de cercanía humana.
Son curiosos los retratos de niños, debido a que fuera de las representaciones religiosas es verdaderamente poco común encontrarlos. Tiziano los hizo aparecer varias veces acompañando a sus progenitores (como en la recientemente recuperada Retrato de una señora y su hija). Incluso existe un retrato con una niña como única protagonista: Clarisa Strozzi (Museo Estatal de Berlín), donde aparece de tamaño natural ocupando el centro de la composición con su perrito y un paisaje de fondo.

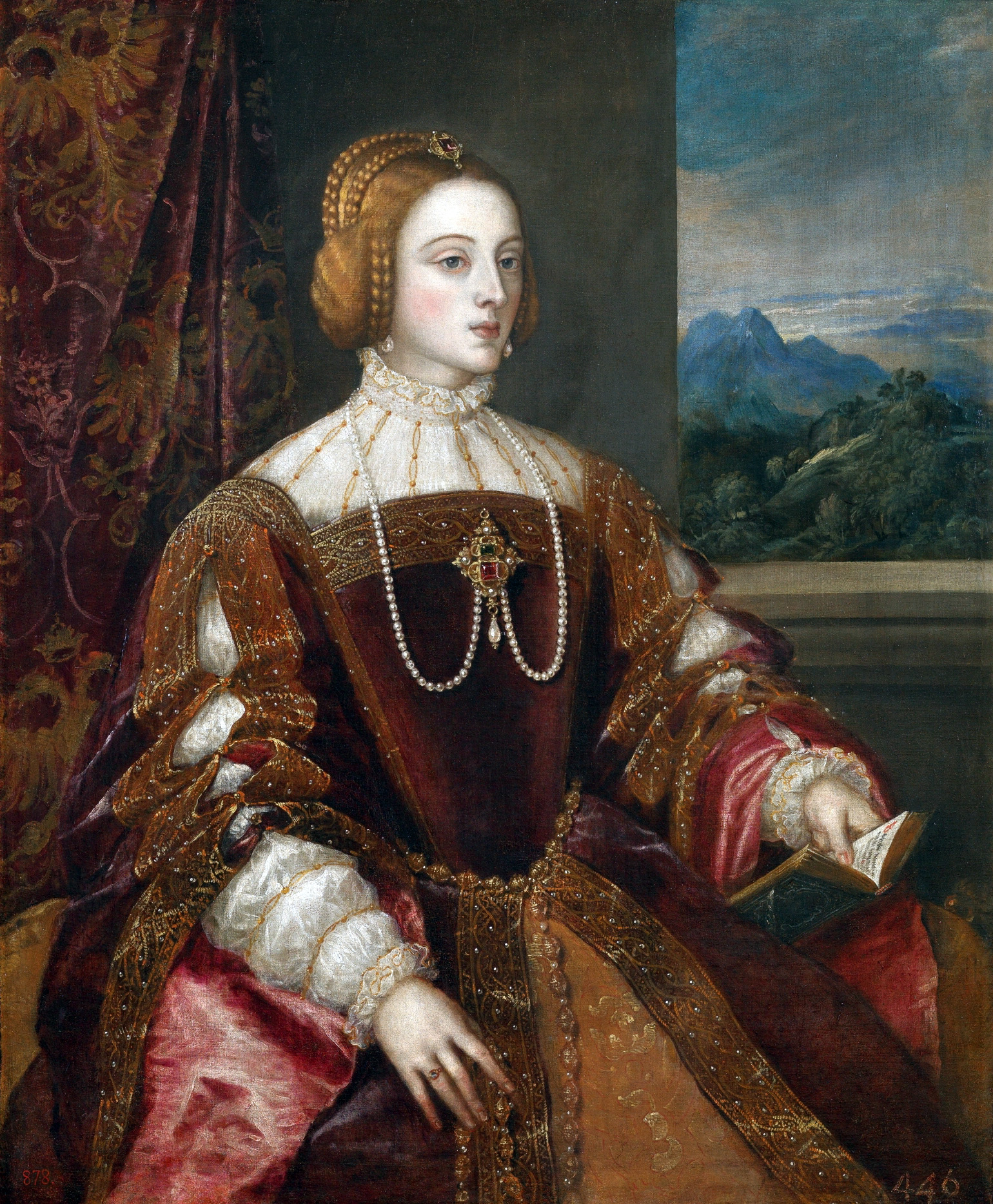
La Emperatriz Isabel de Portugal Óleo sobre lienzo, 117 x 93 cm, Museo del Prado (Madrid).
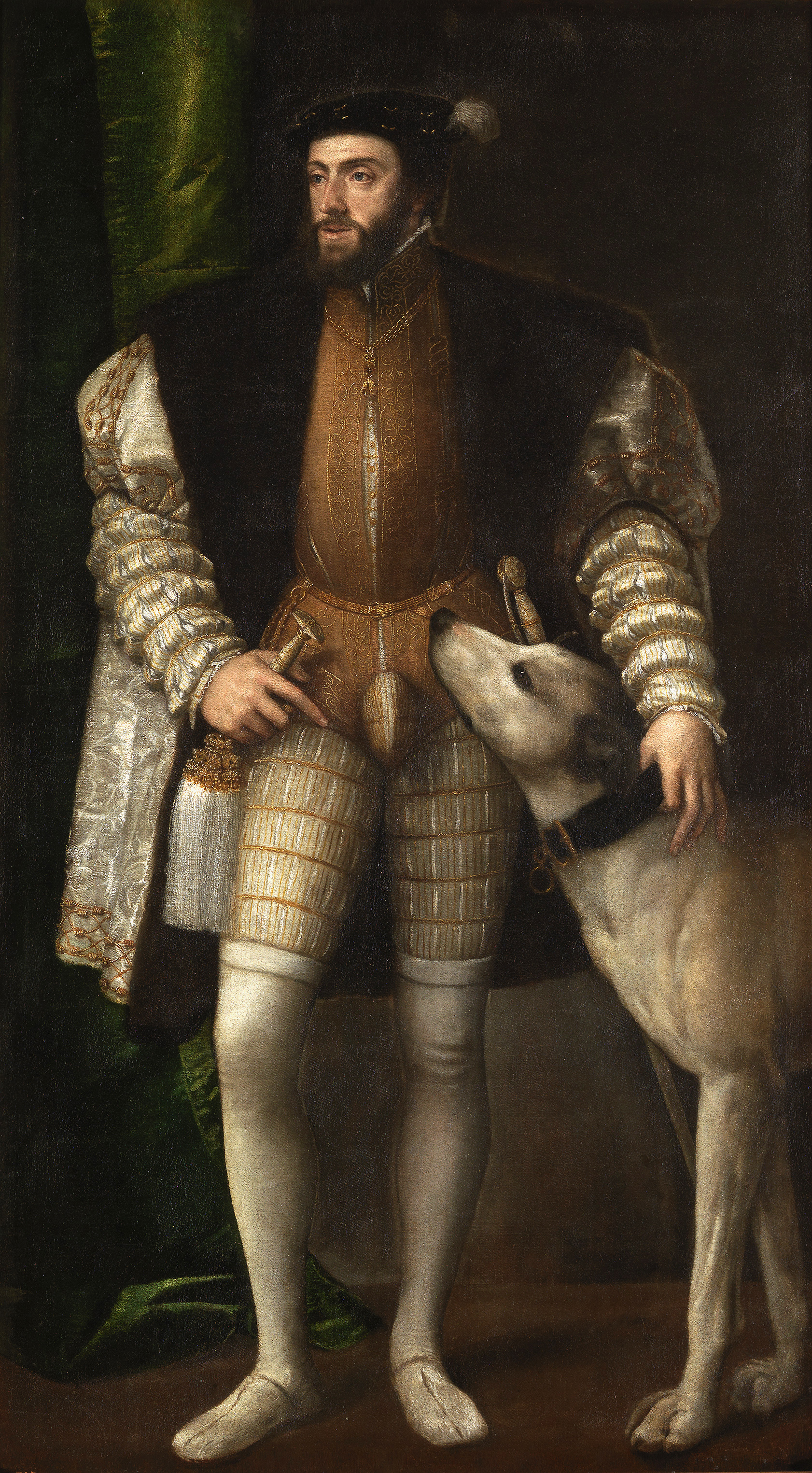
Carlos V con un perro Óleo sobre lienzo, 194 × 113 cm, Museo del Prado.
Retrato de Leonor Gonzaga Óleo sobre lienzo, 114 x 102 cm, Galería Uffizi.
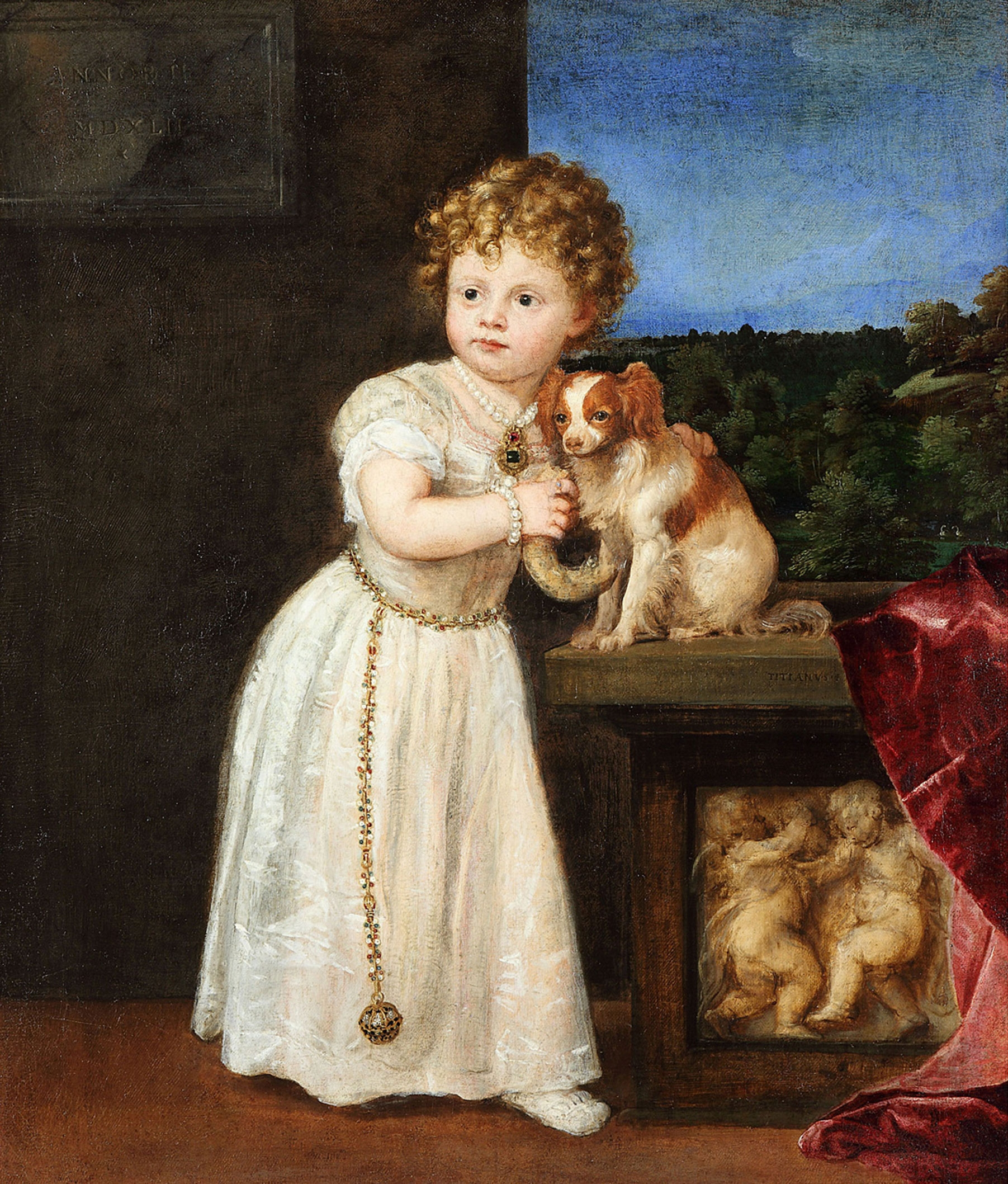
Clarisa Strozzi Óleo sobre lienzo, 115 x 98 cm, Museo Estatal (Berlín).

## Estilo y técnica pictórica
Existen dos épocas diferenciadas sucedidas en el tiempo en cuanto al desarrollo estilístico de Tiziano debido tanto a su evolución personal como a la de la propia pintura del Renacimiento, que en pleno Cinquecento buscaba ámbitos nuevos más alejados del clasicismo inicial.

### El dibujo

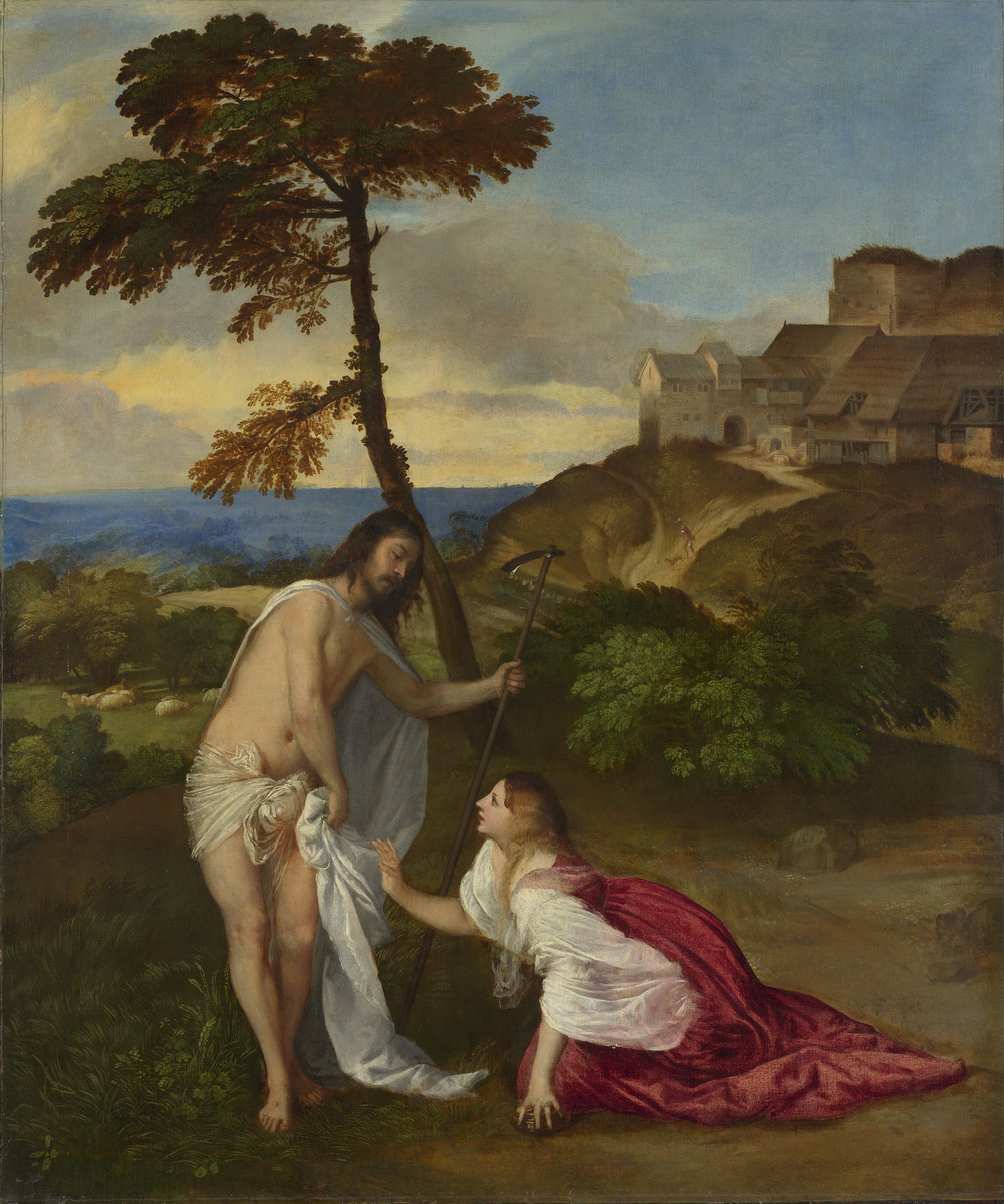
Noli me tangere, pintado hacia 1512, muestra el Tiziano más lineal aún bajo la influencia de la pintura del Quattrocento (National Gallery de Londres).

Los orígenes creativos de Tiziano se encuentran influenciados por su maestro Bellini y por Giorgione. La influencia de este último fue tan crucial para Tiziano que forma parte del problema de autoría de las obras de Giorgione. El trabajo conjunto de ambos artistas en la Fondaco dei Tedeschi, en 1508, los unió artísticamente. Sin embargo, existen diferencias, como puede comprobarse en los grabados de dichos frescos, ya que Tiziano se apartaba de la concepción espacial de su colega. Resolvió con inspiración más toscana las relaciones entre las figuras y la arquitectura que las ambientan. Esta inspiración, ajena al círculo veneciano, puede proceder de Fra Bartolomeo della Porta, a quien Tiziano conoció durante su estancia en la ciudad adriática en 1506.
A pesar de estas influencias externas y de la muy marcada personalidad artística propia del joven pintor, la obra de Giorgione fue para él fundamental, ya que utilizó su mismo lenguaje expresivo e incluso, desde la muerte prematura de Giorgione, en 1510, se consideró su heredero espiritual y con toda naturalidad se encargó de terminar las obras que tenía empezadas.
La personalidad artística de Tiziano fue formándose con peculiares características; sobre el sustrato de giorgionismo se fueron sedimentando notas propias de clasicismo, mediante una íntima unión, auténticamente renacentista, entre razón y sentimiento. Le condujo a encontrar el ideal de belleza figurativa armonizada entre la serenidad compositiva y las vibraciones cromáticas que proporcionan los amplios planos de color. En este periodo inicial, Tiziano ejecutó sus obras con un dibujo más cuidado. Las líneas están mejor trazadas y el dibujo es puro y sobrio, dando mayor empaque a las figuras. El pintor realizaba ya desde un principio bocetos o dibujos preparatorios de manera poco frecuente. Estos bocetos, realizados con tiza, carboncillo o tinta y pluma, eran posteriormente desechados para pintar directamente sobre la tela. Las obras de su primera época ya marcan el paradigma del conjunto de su producción: cuadros religiosos como el Noli me tangere (National Gallery de Londres), figuras femeninas rotundas y plenas como Amor sacro y amor profano (Galería Borghese) y retratos como el de Ariosto (National Gallery de Londres), con el que señala el prototipo de retratos de busto entero.

### El color

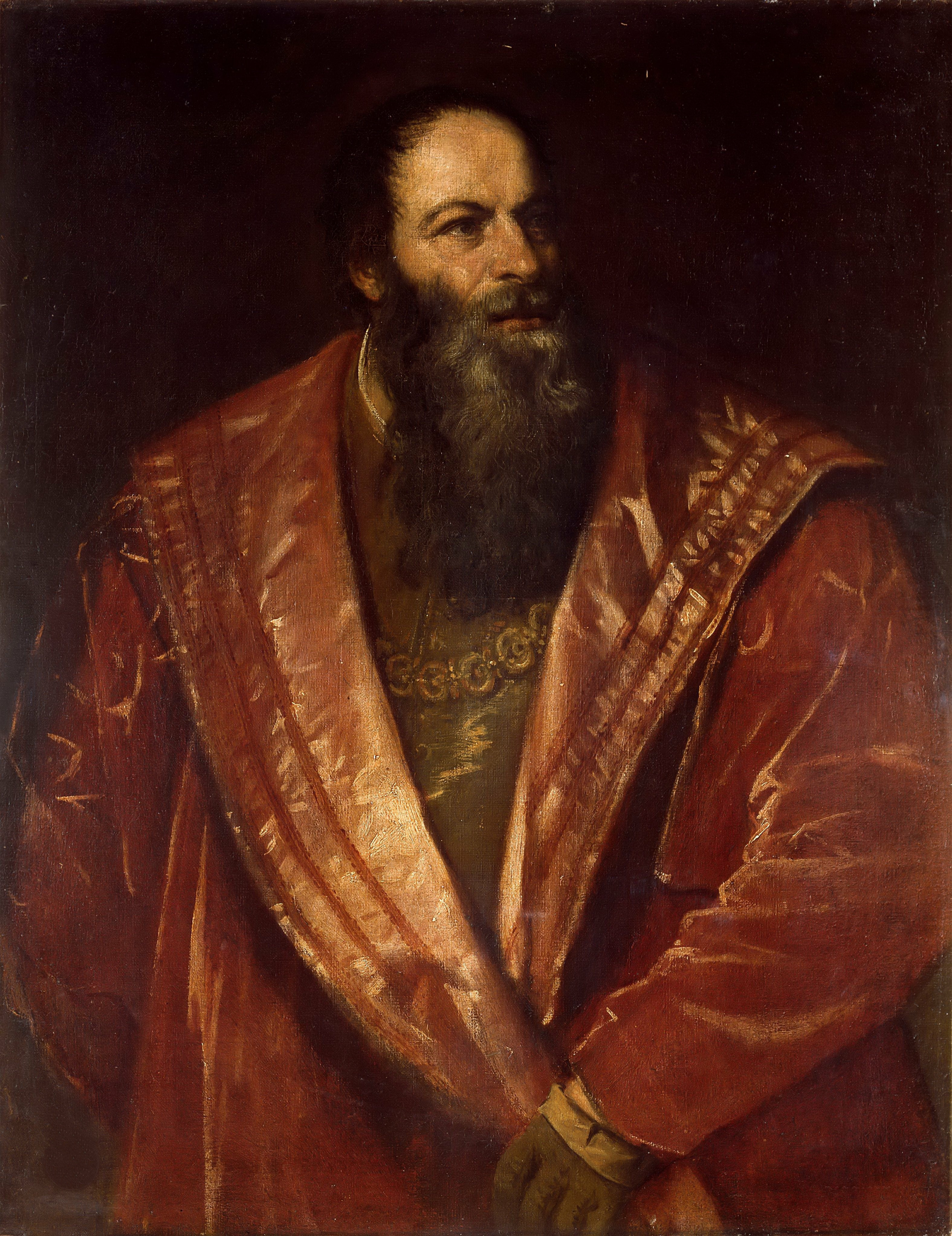
El Retrato de Pietro Aretino, pintado hacia 1545, marca el inicio de un Tiziano más preocupado por el color que por el dibujo (Palacio Pitti).

A mediados del siglo XVI, Tiziano comenzó a experimentar con la técnica que caracterizaría el último período de su producción y que marcaría un nuevo giro en su obra. Curiosamente, antes de su marcha a Roma, entregó a Pietro Aretino un retrato "privado", como prueba de su estrecho vínculo profesional con el escritor toscano. El retrato es de tal novedad que ni siquiera Aretino fue capaz de comprender su alcance y lo juzgó "más bien esbozado que terminado". Esta es la característica fundamental de un período dedicado más al color que al dibujo, el cual se plasmaba de modo rápido y en ocasiones impreciso, sin diseño preparatorio. El resultado denota la inmediatez y la expresividad, captando la realidad en el momento preciso. Los contornos ya no están definidos con exactitud y las anchas pinceladas son extendidas de modo aparentemente veloz, como queriendo aludir al motivo más que describirlo. La materia pictórica queda en evidencia tanto en el rostro, como, sobre todo, en las ropas, con grumos no alisados y frotados con los dedos. El resultado suele ser personajes en movimiento, impregnados de una animación vital totalmente inédita, en claro contraste con la ejecución caligráfica, ligada al dibujo.
Esta evolución personal es muy importante para la Historia del Arte debido a que supone un precedente de posteriores innovaciones, como el Impresionismo, y la propia evolución de la pintura veneciana del siglo XVI no puede entenderse prescindiendo de él. Sin embargo, recibió infinidad de críticas, que eran auténticos ataques a Tiziano por su escasa atención al dibujo. Un ejemplo de estas críticas es la que le hizo Giorgio Vasari, que a pesar de todo no pudo esconder la innovación del maestro: 

Pero es bien cierto que el modo de hacer que tiene en estas últimas es bastante diferente de su estilo juvenil: las primeras obras han sido realizadas con una cierta finura y una diligencia increíble, y pueden ser vistas de cerca y de lejos; las últimas, realizadas a golpes, de forma gruesa y con manchas, no se pueden ver de cerca, mientras que de lejos resultan perfectas. Y ese modo ha sido causa de que muchos, queriendo imitarlo y mostrarse mañosos, hayan hecho torpes figuras; y esto sucede porque, si bien a muchos parece que han sido hechas sin trabajo, no es esa la verdad y se engañan, pues se ve que han sido retocadas y se ha vuelto a ellas tantas veces con los colores, que se advierte el trabajo. Y ese modo bien hecho es juicioso, bello y admirable, pues hace parecer vivas las pinturas y hechas con gran arte, escondiendo las fatigas.

Otros contemporáneos, como Ludovico Dolce, por el contrario, ensalzan el genio universal de Tiziano: 

[..] se ven reunidas a la perfección todas las partes excelentes que a menudo se encuentran divididas entre muchos: además, en cuanto al colorido, no ha habido nadie que se le haya acercado. A Tiziano sólo le corresponde la gloria del perfecto colorido, la cual no tuvo ninguno de los antiguos, o si la tuvo, faltó a quien más o a quien menos a todos los modernos; porque, como digo, él camina con el mismo paso que la naturaleza: de ahí que cualquier figura suya esté viva, se mueva, y las carnes tiemblen.

## Influencia

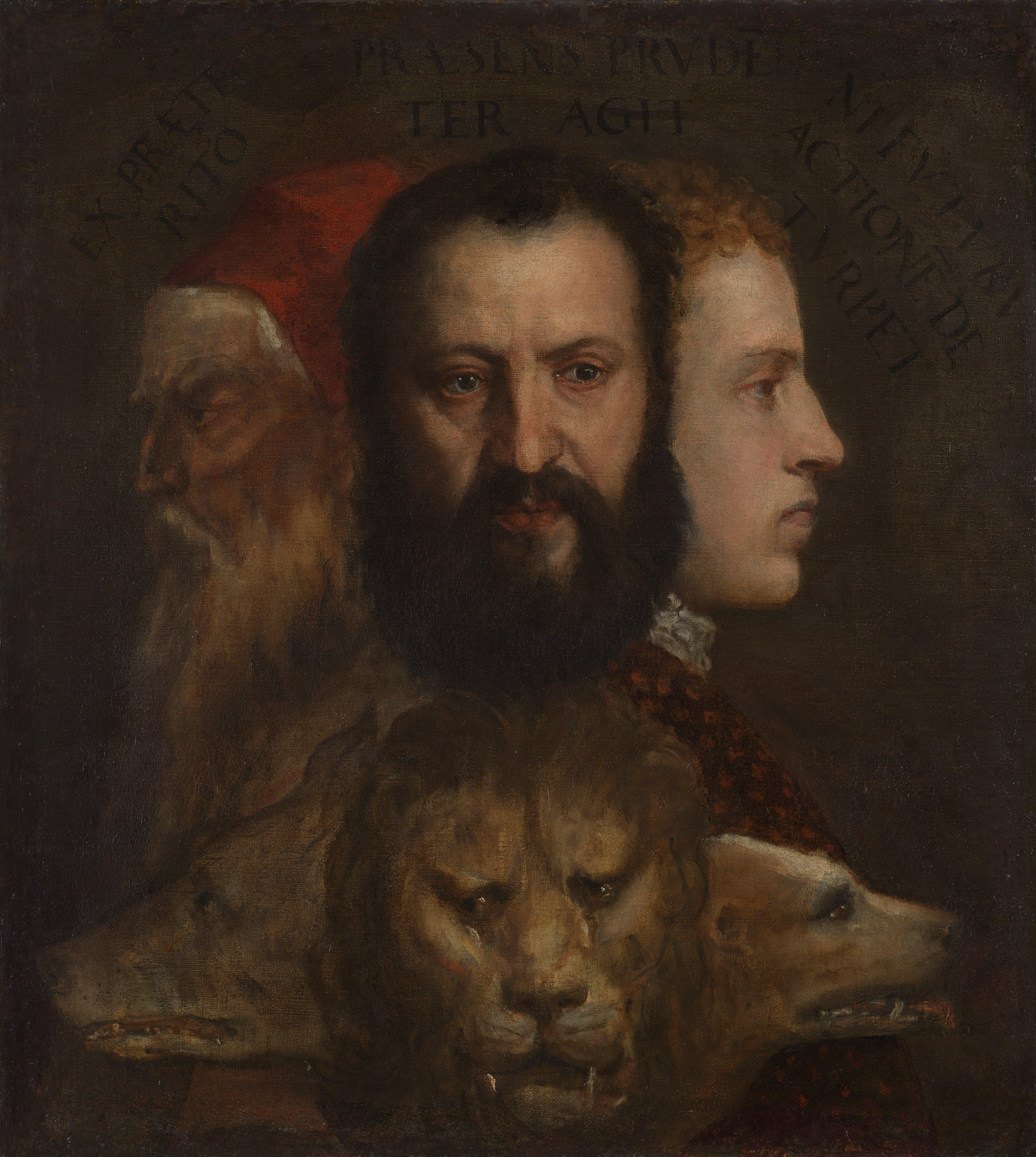
Alegoría del Tiempo gobernado por la Prudencia (c. 1565-70), representa la prudencia en retratos de su hijo Horacio, su joven nieto Marco Vecellio y su propio autorretrato a edad avanzada (National Gallery de Londres).

Tiziano dominó al menos dos generaciones de pintores venecianos: la de sus contemporáneos, como Lorenzo Lotto o Sebastiano del Piombo, y la de los pintores que tenían la edad de sus hijos, nacidos en torno al tercer decenio del siglo XVI, como Tintoretto y Paolo Veronese. Su interpretación cromática supuso el más influyente legado a sus sucesores en la Escuela veneciana. Tintoretto anunció su taller de pintura prometiendo: El dibujo de Miguel Ángel y el color de Tiziano.
Algunos otros artistas surgieron en la familia siguiendo la estela dejada por Tiziano. Su hermano mayor, por ejemplo, comenzó en la pintura a la par que su hermano, pero trabajó ensombrecido por el talento del maestro. Sobresale el cuadro San Vito, en la iglesia homónima de Cadore, del que se dice (con poco rigor) que Tiziano estaba celoso. Sin embargo, la carrera de Francesco se desvió a la milicia y posteriormente a la vida mercantil.
Marco Vecellio, llamado Marco di Tiziano, nieto del pintor, nació en 1545. Acompañó a Tiziano en su vejez aprendiendo sus técnicas de trabajo. Algunas de sus obras más notables son el Encuentro entre Carlos V y Clemente VII en 1529, en el Palacio Ducal de Venecia; una Anunciación, en la iglesia de SS. Giovanni e Paolo; y un Cristo fulminante. Un hijo de Marco llamado Tiziano (o Tizianello) pintó a comienzos del siglo XVII. 
A una rama diferente de la familia pertenece Fabrizio di Ettore, pintor fallecido en 1580. Su hermano Cesare, que también dejó algunas pinturas, es más conocido por su libro de grabados sobre indumentaria: Degli abiti antichi et moderni di diverse parti del mondo (1590). Tommaso Vecelli, también pintor, murió en 1620. Otro pariente lejano, Girolamo Dante, que fue aprendiz y ayudante del pintor, fue llamado Girolamo di Tiziano. Algunas de sus pinturas fueron retocadas por el maestro, lo que dificulta distinguirlas de las originales.
Aparte de los miembros de su familia, los aprendices de Tiziano no fueron muy numerosos. Los hermanos Bordone, Paris y Bonifazio, fueron dos de los más destacados. Curiosamente, un genio como El Greco podría haber sido empleado por Tiziano en sus últimos años, aunque este dato es discutido.
El prestigio de Tiziano se mantuvo, aunque la técnica pictórica de su etapa final fue sutilmente criticada por sus sucesores, entre ellos Giorgio Vasari. Por esto, a pesar de los explícitos homenajes de Velázquez, Rembrandt y Goya, el arte senil de Tiziano no fue rehabilitado hasta que no se produjo un cambio radical en la moda. Así lo atestigua el trabajo crítico de Giovanni Battista Cavalcaselle, Tiziano: su vida y tiempo, escrito en colaboración con Joseph Archer Crowe y publicado en 1877, que sigue siendo uno de los principales libros de referencia para el estudio del pintor. En pleno Impresionismo, la técnica del último Tiziano fue defendida con vehemencia: 

A esa avanzada edad Tiziano había alcanzado un conocimiento perfecto de los secretos de la naturaleza [...] La potencia de Vecellio, producto de largos años de experiencia, dotaba de seguridad y expresividad cualquier trazo de su pincel. Pero, al mismo tiempo, los años lo habían vuelto completamente realista, y la práctica le había dado la capacidad para reproducir con gran maestría, mediante gruesos trazos, la realidad, aunque no siempre es fiel en la plasmación de los detalles, como sucede en el estilo, más estudiado y quizás más tímido, del primer periodo de su espléndida carrera. No obstante, sería un error creer que la aparente facilidad de las pinturas de este último periodo fuese producto de la mera rapidez de concepción y ejecución; al contrario, pensamos que nuestro pintor dedicó a ellas más tiempo y estudio de lo que se cree, que precisamente en estas pinturas se advierte una de sus mayores destrezas, la de saber ocultar ese esfuerzo constante bajo las apariencias de la mayor naturalidad y espontaneidad de ejecución.

### Biografía
- Artículo sobre la biografía de Tiziano
- Biografía en Artehistoria
- Biografía en El poder de la palabra
- Tiziano de Cador, biografía en las Vidas de Giorgio Vasari

### Obra
- Galería de obras de Tiziano
- Obra de Tiziano dividida por temas
- Estudio del desnudo en la obra de Tiziano
- Artículo sobre Amor sacro y amor profano
- Artículo sobre Dánae recibiendo la lluvia de oro
- Artículo de Fernando Checa: Tiziano, Venus, la música y la idea de la pintura
- Obras digitalizadas de Tiziano en la Biblioteca Digital Hispánica de la Biblioteca Nacional de España

### Otras
- Centro de estudios Tiziano Vecellio en Cadore (en italiano)
- Página sobre la exposición antológica de Tiziano en el Museo del Prado (con reseña biográfica y catálogo de publicaciones)
- El festín de los dioses: relación de Bellini y Tiziano
- Exposición Tiziano: frente al poder en el Museo de Luxemburgo de París (en francés)
- Tiziano y la música (I): emisión del 14 de enero de 2014 de Música antigua, programa de Radio Clásica.
- Tiziano y la música (II):  emisión del 21 de enero de 2014 de Música antigua.

- Datos: Q47551
- Multimedia: Titian / Q47551
- Citas célebres: Tiziano